# Lijst van kakkerlakken (wetenschappelijk)
Deze lijst van kakkerlakken geeft een overzicht van alle beschreven kakkerlakken in de wereld, gesorteerd op wetenschappelijke naam.

## A
- Achroblatta luteola
- Aeluropoda insignis
- Africablatta patricia
- Africalolampra ehrmanni
- Afrobalta severini
- Afrobalta testacea
- Afroneura aberrans
- Agmoblatta thaxteri
- Akaniblatta alluaudi
- Allacta australiensis
- Allacta basivittata
- Allacta bimaculata
- Allacta bipunctata
- Allacta brossuti
- Allacta confluens
- Allacta crassivenosa
- Allacta deleportei
- Allacta diagrammatica
- Allacta diluta
- Allacta fascia
- Allacta funebris
- Allacta gautieri
- Allacta grandcolasi
- Allacta hamifera
- Allacta immunda
- Allacta interrupta
- Allacta karnyi
- Allacta labyrinthica
- Allacta locontii
- Allacta luteomarginata
- Allacta maculicollis
- Allacta mcgavini
- Allacta megamaculata
- Allacta megaspila
- Allacta modesta
- Allacta nalepae
- Allacta ornata
- Allacta pantherina
- Allacta parva
- Allacta persoonsi
- Allacta polygrapha
- Allacta puncticollis
- Allacta robusta
- Allacta srengi
- Allacta straatmani
- Allacta svensonorum
- Allacta transversa
- Alloblatta magna
- Alloblatta nugax
- Alloblatta occidentalis
- Alloblatta planiceps
- Alloblatta simandouensis
- Alluaudellina cavernicola
- Alluaudellina himalayensis
- Alphelixia sicca
- Alsteinia castanea
- Alsteinia nigra
- Alsteinia trigonalis
- Alvarengaia fulvocastanea
- Amazonina carioca
- Amazonina conspersa
- Amazonina emarginata
- Amazonina goiana
- Amazonina impunctata
- Amazonina jatai
- Amazonina lanei
- Amazonina livida
- Amazonina neocastanea
- Amazonina nidicteridicola
- Amazonina paulistana
- Amazonina platystylata
- Amazonina rehni
- Amazonina sooretamensis
- Amazonina tingomariensis
- Amazonina tresmariensis
- Anacompsa cucullata
- Anacompsa mastrucata
- Anacompsa straminea
- Anallacta abbreviata
- Anallacta andreinii
- Anallacta brachyptera
- Anallacta capensis
- Anallacta confusa
- Anallacta knysnana
- Anallacta lobata
- Anallacta marginalis
- Anallacta methanoides
- Anallacta opaca
- Anallacta testacea
- Anallacta undata
- Anamesia angusta
- Anamesia douglasi
- Anamesia frenchii
- Anamesia fulvornata
- Anamesia lambii
- Anamesia lindsayi
- Anamesia maculosa
- Anamesia polyzona
- Anamesia serrata
- Anamesia uniformis
- Anamesia walkeri
- Anaplecta alaris
- Anaplecta alvarengaia
- Anaplecta analisignata
- Anaplecta arisanica
- Anaplecta asema
- Anaplecta australiensis
- Anaplecta avicharapura
- Anaplecta azteca
- Anaplecta balachowskyi

- Anaplecta basalis
- Anaplecta bella
- Anaplecta biafrae
- Anaplecta bivittata
- Anaplecta bolivari
- Anaplecta brachyptera
- Anaplecta brunneri
- Anaplecta cabimae
- Anaplecta calosoma
- Anaplecta carioca
- Anaplecta catharinensis
- Anaplecta cincta
- Anaplecta conradti
- Anaplecta cornea
- Anaplecta dahomensis
- Anaplecta dohrniana
- Anaplecta domestica
- Anaplecta elliptica
- Anaplecta erythronota
- Anaplecta falcifer
- Anaplecta fallax
- Anaplecta fulva
- Anaplecta fusca
- Anaplecta galathea
- Anaplecta grandipennis
- Anaplecta guamina
- Anaplecta guianae
- Anaplecta gyrinoides
- Anaplecta hemiscotia
- Anaplecta hileia
- Anaplecta humeralis
- Anaplecta ikonnikovi
- Anaplecta japonica
- Anaplecta javanica
- Anaplecta karakoush
- Anaplecta kekilla
- Anaplecta lamottei
- Anaplecta lateralis
- Anaplecta lepesmei
- Anaplecta maculifera
- Anaplecta major
- Anaplecta malayensis
- Anaplecta maronensis
- Anaplecta marshallae
- Anaplecta martini
- Anaplecta mexicana
- Anaplecta minutissima
- Anaplecta mirabilis
- Anaplecta moxa
- Anaplecta nahua
- Anaplecta obscura
- Anaplecta omei
- Anaplecta otomia
- Anaplecta pallida
- Anaplecta parviceps
- Anaplecta pauliani
- Anaplecta pavida
- Anaplecta peruviana
- Anaplecta pilatus
- Anaplecta pluto
- Anaplecta poecila
- Anaplecta pulchella
- Anaplecta pulchra
- Anaplecta pumila
- Anaplecta pygmaea
- Anaplecta ratnadvipa
- Anaplecta rendata
- Anaplecta replicata
- Anaplecta saussurei
- Anaplecta simplex
- Anaplecta srilanka
- Anaplecta subsignata
- Anaplecta suffusa
- Anaplecta sumatrensis
- Anaplecta thwaitesi
- Anaplecta tolteca
- Anaplecta transversa
- Anaplecta unicolor
- Anaplecta varipennis
- Anaplecta villiersi
- Anaplecta vittata
- Anaplecta xanthopeltis
- Anaplecta zeylanica
- Anaplectella aurea
- Anaplectella beccarii
- Anaplectella discoidalis
- Anaplectella indica
- Anaplectella jacobsoni
- Anaplectella lompatensis
- Anaplectella maculata
- Anaplectella mjoebergi
- Anaplectella obscurata
- Anaplectella ornata
- Anaplectella ruficollis
- Anaplectella samarindae
- Anaplectella simalur
- Anaplectella sinica
- Anaplectella smedleyi
- Anaplectella subrotundata
- Anaplectella tibangensis
- Anaplectella vanheurni
- Anaplectella warreni
- Anaplectoidea cylindrica
- Anaplectoidea dohertyi
- Anaplectoidea incognita
- Anaplectoidea klossi
- Anaplectoidea lampongensis
- Anaplectoidea medanensis
- Anaplectoidea modesta
- Anaplectoidea modiglianii

- Anaplectoidea nitida
- Anaplectoidea notata
- Anaplectoidea popovi
- Anaplectoidea saundersi
- Anaplectoidea spinea
- Anaplectoidea varia
- Anareolaria bolivari
- Ancaudellia bruijningi
- Ancaudellia cheesmanae
- Ancaudellia depilis
- Ancaudellia froggatti
- Ancaudellia hamifera
- Ancaudellia hanitschi
- Ancaudellia insularis
- Ancaudellia integerrima
- Ancaudellia kheili
- Ancaudellia lobipennis
- Ancaudellia marshallae
- Ancaudellia noonadan
- Ancaudellia pygmaea
- Ancaudellia rennellensis
- Ancaudellia salganeoides
- Ancaudellia serratissima
- Ancaudellia setula
- Ancaudellia shawi
- Ancaudellia thomsoni
- Ancaudellia undulata
- Ancaudellia vibrissifera
- Anchoblatta signifera
- Aneurinita hivaoa
- Aneurinita tahuata
- Aneurinita viridis
- Angustonicus amieuensis
- Angustonicus arboricolus
- Angustonicus boucheti
- Angustonicus koghensis
- Angustonicus lifou
- Angustonicus mare
- Angustonicus pinorum
- Angustonicus pouebo
- Angustonicus yate
- Anisogamia tamerlana
- Anisolampra panfilovi
- Anisopygia decora
- Anisopygia jocosicluna
- Annamoblatta vietnamica
- Antioquita marcuzzii
- Antioquita punctigera
- Antitheton iniquiungues
- Aphlebiella madecassa
- Apotrogia angolensis
- Apotrogia grandis
- Apotrogia trochaini
- Apsidopis oxyptera
- Aptera fusca
- Aptera munda
- Apterisca nigrita
- Apteroblatta adelungi
- Apteroblatta flavilatera
- Apteroblatta obscura
- Apteroblatta perplexa
- Apteroblatta rutschuruensis
- Arawakina frontalis
- Arbiblatta abdelazizi
- Arbiblatta azruensis
- Arbiblatta chavesi
- Arbiblatta haffidi
- Arbiblatta infumata
- Arbiblatta larrinuai
- Arbiblatta reticulata
- Arbiblatta sancta
- Arbiblatta syriaca
- Archiblatta beccarii
- Archiblatta hoeveni
- Archiblatta phalangium
- Archimandrita marmorata
- Archimandrita tessellata
- Arenivaga apacha
- Arenivaga bolliana
- Arenivaga erratica
- Arenivaga floridensis
- Arenivaga genitalis
- Arenivaga grata
- Arenivaga investigata - Woestijnkakkerlak
- Arenivaga rehni
- Arenivaga tonkawa
- Aruistra cercata
- Asemoblattana nana
- Aseucina rehni
- Asiablatta kyotensis
- Aspiduchus borinquen
- Aspiduchus cavernicola
- Aspiduchus deplanatus
- Aspiduchus rothi
- Astylella nimbensis
- Astyloblatta minuta
- Ataxigamia bicolor
- Ataxigamia tatei
- Ateloblatta cambouini
- Ateloblatta malagassa
- Ateloblatta natvigi
- Attaphila aptera
- Attaphila bergi
- Attaphila flava
- Attaphila fungicola
- Attaphila schuppi
- Attaphila sexdentis
- Atticola mortoni
- Austropolyphaga perkinsi
- Austropolyphaga queenslandensis

## B
- Balta acutiventris

- Balta amplior
- Balta arborescens
- Balta athertonae
- Balta aurea
- Balta bicolor
- Balta bilobata
- Balta biquandi
- Balta brunnea
- Balta caledonica
- Balta camerunensis
- Balta chopardi
- Balta crassivenosa
- Balta curvidens
- Balta denticauda
- Balta duplovittata
- Balta epilamproides
- Balta fictor
- Balta fragilis
- Balta francquii
- Balta fratercula
- Balta gemmicula
- Balta globifera
- Balta godeffroyi
- Balta gracilipes
- Balta grandis
- Balta granulosa
- Balta hebardi
- Balta heterostylata
- Balta hwangorum
- Balta ikonnikovi
- Balta inermis
- Balta innotabilis
- Balta insignis
- Balta jacobsoni
- Balta komodensis
- Balta kurandae
- Balta litura
- Balta livida
- Balta longealata
- Balta longicercata
- Balta luteicosta
- Balta luzonica
- Balta minuta
- Balta montaguei
- Balta mundicola
- Balta nebulosa
- Balta nigrolineata
- Balta notulata
- Balta pallidula
- Balta papua
- Balta parvula
- Balta patula
- Balta perpallida
- Balta perscripta
- Balta personata
- Balta picea
- Balta pilosa
- Balta praestans
- Balta pulchella
- Balta punctuligera
- Balta quadricaudata
- Balta ramifera
- Balta reticulata
- Balta rouxi
- Balta ruficeps
- Balta sarasini
- Balta scripta
- Balta serraticauda
- Balta setifera
- Balta siccifolia
- Balta signata
- Balta similis
- Balta spuria
- Balta stylata
- Balta testacea
- Balta toowoomba
- Balta torresiana

- Balta translucida
- Balta transversa
- Balta tricolor
- Balta unicolor
- Balta uvarovi
- Balta variegata
- Balta ventralis
- Balta verticalis
- Balta vicina
- Balta vilis
- Balta yorkensis
- Bantua dispar
- Bantua ferox
- Bantua repentina
- Bantua robusta
- Bantua scabra
- Bantua valida
- Beybienkoa ambuntiensis
- Beybienkoa baiyerensis
- Beybienkoa bellendensis
- Beybienkoa brandti
- Beybienkoa buloloensis
- Beybienkoa cairnsensis
- Beybienkoa catalinaensis
- Beybienkoa cerciflavida
- Beybienkoa fuscofemurifera
- Beybienkoa guttifera
- Beybienkoa ilukanensis
- Beybienkoa kaindiensis
- Beybienkoa kurandanensis
- Beybienkoa laeensis
- Beybienkoa missima
- Beybienkoa oriomoensis
- Beybienkoa propebaiyerensis
- Beybienkoa sawpitensis
- Beybienkoa shutana
- Beybienkoa tolganensis
- Beybienkoa wauensis
- Beybienkoa wongabella
- Beybienkoa yeppoonensis
- Biolleya alaris
- Bionoblatta diabolus
- Bionoblatta itatiayae
- Bionoblatta mastrucata
- Bionoblatta oiticicai
- Blaberus affinis
- Blaberus anisitsi
- Blaberus asellus
- Blaberus atropos
- Blaberus boliviensis
- Blaberus brasilianus
- Blaberus colosseus
- Blaberus craniifer - Doodshoofdkakkerlak
- Blaberus discoidalis
- Blaberus duckei
- Blaberus fusiformis
- Blaberus giganteus - Reuzengrottenkakkerlak
- Blaberus latissimus
- Blaberus matogrossensis
- Blaberus minor
- Blaberus parabolicus
- Blaberus paulistanus
- Blaberus peruvianus
- Blaberus scutatus
- Blaptica argentina
- Blaptica aurorae
- Blaptica confusa
- Blaptica dubia
- Blaptica fernandezi
- Blaptica formosa
- Blaptica gaucha
- Blaptica haywardi
- Blaptica interior
- Blaptica obscura
- Blaptica pereyrai
- Blaptica rothi
- Blaptica sulina

- Blaptica vianai
- Blatta furcata
- Blatta orientalis - Bakkerstor
- Blattella aegrota
- Blattella armata
- Blattella asahinai - Aziatische kakkerlak
- Blattella barthi
- Blattella belli
- Blattella biligata
- Blattella bioculata
- Blattella bisignata
- Blattella brevicauda
- Blattella campbelli
- Blattella cavernicola
- Blattella chadwicki
- Blattella confusa
- Blattella coveri
- Blattella dethieri
- Blattella ednae
- Blattella eisneri
- Blattella fiski
- Blattella formosana
- Blattella germanica - Duitse kakkerlak
- Blattella guineensis
- Blattella humbertiana
- Blattella inexpectata
- Blattella interlineata
- Blattella karnyi
- Blattella kevani
- Blattella lamotteana
- Blattella lecarmata
- Blattella lecordieri
- Blattella lindbergi
- Blattella lituricollis
- Blattella lobiventris
- Blattella longstaffi
- Blattella meridionalis
- Blattella nipponica
- Blattella padmanabhani
- Blattella parenthesis
- Blattella parvula
- Blattella portalensis
- Blattella punctifrons
- Blattella radicifera
- Blattella richardsi
- Blattella roederi
- Blattella rossi
- Blattella sauteri
- Blattella simillima
- Blattella sordida
- Blattella subvittata
- Blattella teressensis
- Blattella vaga
- Blattella vrijdaghi
- Blattella whartoni
- Blattellina indica
- Blepharodera ciliata
- Blepharodera discoidalis
- Brachynauphoeta brunneriana
- Brachynauphoeta foulpointeensis
- Brachynauphoeta hova
- Brachynauphoeta jeannineae
- Brachynauphoeta mayottensis
- Brachynauphoeta michelleae
- Brinckella hanstroemi
- Buboblatta armata
- Buboblatta geijskesi
- Bucolion stygius
- Burchellia circumcincta
- Burchellia katangensis
- Burchellia neavei
- Burchellia testacea
- Burchellia vinula
- Byrsotria cabrerai
- Byrsotria fumigata
- Byrsotria rothi

## C
- Caboverdea chevalieri
- Caboverdea cincta
- Cacoblatta scabra
- Caeparia crenulata
- Caeparia donskoffi
- Caeparia kaltenbachi
- Caeparia sausai
- Caeparia saussurei
- Caffroblatta pulcherrima
- Caffroblatta swazi
- Cahita borero
- Cahita hystrix
- Cahita insignis
- Cahita linguata
- Cahita misella
- Cahita nahua
- Cahita nigripes
- Cahita palposa
- Cahita yaqui
- Calhypnorna amoena
- Calhypnorna boliviensis
- Calhypnorna pulchella
- Calhypnorna saperdiformis
- Calhypnorna saperdoides
- Caloblatta bicolor
- Caloblatta brasiliensis
- Caloblatta lampra
- Caloblatta tricolor
- Calolampra aliena
- Calolampra aspera
- Calolampra atra
- Calolampra candidula
- Calolampra characterosa
- Calolampra confusa
- Calolampra darlingtoni
- Calolampra depolita
- Calolampra elegans
- Calolampra fenestrata
- Calolampra fraserensis
- Calolampra ignota
- Calolampra indonesica
- Calolampra insularis
- Calolampra irrorata
- Calolampra malaisei
- Calolampra marginalis
- Calolampra mjoebergi
- Calolampra nitida
- Calolampra obscura
- Calolampra paula
- Calolampra pernotabilis
- Calolampra propinqua
- Calolampra punctosa
- Calolampra queenslandica
- Calolampra solida
- Calolampra subgracilis
- Calolampra submarginalis
- Calolampra tepperi
- Calolamprodes beybienkoi
- Calolamprodes elephan
- Calolamprodes formosus
- Calolamprodes gorochovi
- Calolamprodes khmericus
- Calolamprodes laevis
- Calolamprodes thailandensis
- Capucina patula
- Capucinella delicatula
- Capucinella fragilis
- Carbrunneria barrinensis
- Carbrunneria bicaudata
- Carbrunneria bornemisszai
- Carbrunneria discalis
- Carbrunneria eachamensis
- Carbrunneria finniganensis
- Carbrunneria lewisensis
- Carbrunneria marci
- Carbrunneria maxi
- Carbrunneria nettae
- Carbrunneria pallescens
- Carbrunneria paramaxi
- Carbrunneria waringi
- Carbrunneria webbana
- Carbrunneria windsorana
- Cardacopsis shelfordi
- Cardacus willeyi
- Cariacasia capucina
- Cariblatta acreana
- Cariblatta advena
- Cariblatta aediculata
- Cariblatta antiguensis
- Cariblatta baiana
- Cariblatta binodosa
- Cariblatta bistylata
- Cariblatta cacauensis
- Cariblatta carioca
- Cariblatta craticula
- Cariblatta cruenta
- Cariblatta cryptobia
- Cariblatta cuprea
- Cariblatta delicatula
- Cariblatta elongata
- Cariblatta exquisita
- Cariblatta faticana
- Cariblatta fossicauda
- Cariblatta glochis
- Cariblatta gruneri
- Cariblatta guadeloupensis
- Cariblatta hebardi
- Cariblatta hylaea
- Cariblatta icarus
- Cariblatta igarapensis
- Cariblatta imitans
- Cariblatta imitatrix
- Cariblatta inexpectata
- Cariblatta insignis
- Cariblatta insularis
- Cariblatta islacolonis
- Cariblatta itapetinguensis
- Cariblatta jamaicensis
- Cariblatta landalei
- Cariblatta leucops
- Cariblatta lutea
- Cariblatta magnifica
- Cariblatta matogrossensis
- Cariblatta mesembrina
- Cariblatta mineira
- Cariblatta mosela
- Cariblatta nebulicola
- Cariblatta neocacauensis
- Cariblatta neopunctipennis
- Cariblatta nigra
- Cariblatta orestera
- Cariblatta pernambucana
- Cariblatta personata
- Cariblatta picturata
- Cariblatta plagia
- Cariblatta prima
- Cariblatta punctipennis
- Cariblatta reticulosa
- Cariblatta rustica
- Cariblatta seabrai
- Cariblatta silvicola
- Cariblatta spinicauda
- Cariblatta spinostylata
- Cariblatta stenophrys
- Cariblatta tobagensis
- Cariblatta unguiculata
- Cariblatta ungulata
- Cariblatta unica
- Cariblatta unystilata
- Cariblatta varia
- Cariblatta venezuelana
- Cariblatta vera
- Cariblatta virgulina
- Cariblattoides belenensis
- Cariblattoides fontesi

- Cariblattoides gruneri
- Cariblattoides guyanensis
- Cariblattoides instigator
- Cariblattoides matogrossensis
- Cariblattoides minor
- Cariblattoides neoinstigator
- Cariblattoides piraiensis
- Cariblattoides sinnamariensis
- Cariblattoides suave
- Cariblattoides unicolor
- Cartoblatta aeronigra
- Cartoblatta arisanica
- Cartoblatta atra
- Cartoblatta barbara
- Cartoblatta buyssoni
- Cartoblatta ducalis
- Cartoblatta formosana
- Cartoblatta lamottei
- Cartoblatta pulchra
- Cartoblatta rufocercata
- Cartoblatta scorteccii
- Cartoblatta sinuata
- Cartoblatta speciosa
- Cartoblatta togoensis
- Cartoblatta unicolor
- Cartoblatta yunnanea
- Catara minor
- Catara rugosicollis
- Celatoblatta anisoptera
- Celatoblatta baldwinspenceri
- Celatoblatta fuscipes
- Celatoblatta hesperia
- Celatoblatta immunda
- Celatoblatta laevispinata
- Celatoblatta marksae
- Celatoblatta montana
- Celatoblatta nigrifrons
- Celatoblatta notialis
- Celatoblatta pallidicauda
- Celatoblatta peninsularis
- Celatoblatta perpolita
- Celatoblatta punctipennis
- Celatoblatta quadriloba
- Celatoblatta quinquemaculata
- Celatoblatta sedilloti
- Celatoblatta shawi
- Celatoblatta shelfordi
- Celatoblatta subcorticaria
- Celatoblatta tryoni
- Celatoblatta undulivitta
- Celatoblatta vulgaris
- Celatoblatta zonata
- Celeriblattina major
- Celeriblattina minor
- Ceratinoptera alticola
- Ceratinoptera bilunata
- Ceratinoptera castanea
- Ceratinoptera esytribii
- Ceratinoptera funebris
- Ceratinoptera gurneyi
- Ceratinoptera limbata
- Ceratinoptera lobipennis
- Ceratinoptera nahua
- Ceratinoptera olmeca
- Ceratinoptera otomia
- Ceratinoptera peruviana
- Ceratinoptera picta
- Ceratinoptera producta
- Ceratinoptera sumichrasti
- Ceratinoptera tropaia
- Ceuthobia fratercula
- Ceuthobia fulvella
- Ceuthobia lepta
- Ceuthobiella micra
- Ceuthobiella minutissima
- Chorisia reducta
- Chorisoblatta atra
- Chorisoblatta bivittata
- Chorisoblatta bolivari
- Chorisoblatta chopardi
- Chorisoblatta denticulata
- Chorisoblatta ectobioides
- Chorisoblatta fissa
- Chorisoblatta gerardi
- Chorisoblatta insularis
- Chorisoblatta liturifera
- Chorisoblatta pallida
- Chorisoblatta punctifera
- Chorisoblatta punctulata
- Chorisoblatta pustulosa
- Chorisoblatta reducta
- Chorisoblatta terricola
- Chorisoneura africana
- Chorisoneura albifrons
- Chorisoneura albonervosa
- Chorisoneura amazona
- Chorisoneura anisoura
- Chorisoneura annulicornis
- Chorisoneura anomala
- Chorisoneura apolinari
- Chorisoneura argentina
- Chorisoneura barbadensis
- Chorisoneura barticae
- Chorisoneura bella
- Chorisoneura bilineata
- Chorisoneura bisignata
- Chorisoneura bradleyi
- Chorisoneura brunneri
- Chorisoneura cabimae
- Chorisoneura calogramma
- Chorisoneura carpenteri
- Chorisoneura cassiphila
- Chorisoneura castanea
- Chorisoneura castaneolineata
- Chorisoneura catuabana
- Chorisoneura centralis
- Chorisoneura cistelina
- Chorisoneura colorata
- Chorisoneura cristobalensis
- Chorisoneura diaphana
- Chorisoneura dimidiaticornis
- Chorisoneura discoidalis
- Chorisoneura elegantula
- Chorisoneura excelsa
- Chorisoneura exquisita
- Chorisoneura flavipennis
- Chorisoneura formosella
- Chorisoneura fulgurosa
- Chorisoneura fulva
- Chorisoneura fuscipennis
- Chorisoneura galibi
- Chorisoneura gatunae
- Chorisoneura gemmicula
- Chorisoneura gracilis
- Chorisoneura guianae
- Chorisoneura heydei
- Chorisoneura inquinata
- Chorisoneura inversa
- Chorisoneura itatiaiensis
- Chorisoneura janeirensis
- Chorisoneura lata
- Chorisoneura latissima
- Chorisoneura levallonia
- Chorisoneura lineatifrons
- Chorisoneura lopesi
- Chorisoneura meinerti
- Chorisoneura mimosa
- Chorisoneura minuta
- Chorisoneura morosa
- Chorisoneura multivenosa
- Chorisoneura mysteca
- Chorisoneura nigrifrons
- Chorisoneura nigrostriga
- Chorisoneura nobilis
- Chorisoneura panamae

- Chorisoneura parishi
- Chorisoneura perloides
- Chorisoneura perlucida
- Chorisoneura personata
- Chorisoneura peruana
- Chorisoneura polita
- Chorisoneura poststriga
- Chorisoneura pulcherrima
- Chorisoneura roppai
- Chorisoneura similis
- Chorisoneura sinop
- Chorisoneura sordida
- Chorisoneura specilliger
- Chorisoneura splendida
- Chorisoneura strigifrons
- Chorisoneura stylata
- Chorisoneura surinama
- Chorisoneura taeniata
- Chorisoneura tessellata
- Chorisoneura texensis
- Chorisoneura thalassina
- Chorisoneura translucida
- Chorisoneura viridis
- Chorisoneura vitrifera
- Chorisoneura vitrocincta
- Chorisoneura vivida
- Chorisoneura yaguas
- Chorisoneurodes pallida
- Chorisoneurodes unguiculata
- Chorisoserrata apicalis
- Chorisoserrata jendeki
- Chorisoserrata sagittaria
- Choristima amphikoma
- Choristima annectens
- Choristima astylata
- Choristima bimaculata
- Choristima bohni
- Choristima brunnea
- Choristima galerucoides
- Choristima gurneyi
- Choristima hydrophoroides
- Choristima pumila
- Choristima tasmaniensis
- Choristima tenebrica
- Chrastoblatta dimidiata
- Chrastoblatta tricolor
- Chromatonotus agunae
- Chromatonotus andagoyae
- Chromatonotus coloratus
- Chromatonotus elegantula
- Chromatonotus heterus
- Chromatonotus infuscatus
- Chromatonotus lamprus
- Chromatonotus melandryoides
- Chromatonotus notatus
- Chromatonotus petropolitanus
- Chromatonotus quarequae
- Colapteroblatta adenophora
- Colapteroblatta aequa
- Colapteroblatta apatela
- Colapteroblatta bicolor
- Colapteroblatta bordoni
- Colapteroblatta caudelli
- Colapteroblatta compsa
- Colapteroblatta cylindrica
- Colapteroblatta darlingtoni
- Colapteroblatta nigra
- Colapteroblatta pluto
- Colapteroblatta portoricense
- Colapteroblatta rehni
- Colapteroblatta surinama
- Coleoblatta henrardi
- Compsagis intermedius
- Compsagis lesnei
- Compsagis poduroides
- Compsodes cucullatus
- Compsodes delicatulus
- Compsodes mexicanus
- Compsodes schwarzi
- Compsolampra liturata
- Cosmozosteria bicolor
- Cosmozosteria brisbanensis
- Cosmozosteria froggatti
- Cosmozosteria lateralis
- Cosmozosteria maculimarginata
- Cosmozosteria mesomacula
- Cosmozosteria musgravei
- Cosmozosteria picta
- Cosmozosteria striata
- Cosmozosteria subzonata
- Cosmozosteria zonata
- Cryptocercus clevelandi
- Cryptocercus darwini
- Cryptocercus garciai
- Cryptocercus hirtus
- Cryptocercus kyebangensis
- Cryptocercus matilei
- Cryptocercus meridianus
- Cryptocercus parvus
- Cryptocercus primarius
- Cryptocercus punctulatus
- Cryptocercus relictus
- Cryptocercus wrighti
- Ctenoneura acuticerca
- Ctenoneura annulicornis
- Ctenoneura biguttata
- Ctenoneura birmanica
- Ctenoneura brunnea
- Ctenoneura crassistyla
- Ctenoneura fulva
- Ctenoneura gigantea
- Ctenoneura hanitschi
- Ctenoneura kemneri
- Ctenoneura kinabaluana
- Ctenoneura luma
- Ctenoneura major
- Ctenoneura misera
- Ctenoneura mjoebergi
- Ctenoneura murudensis
- Ctenoneura parascutica
- Ctenoneura poringa
- Ctenoneura propannulicornis
- Ctenoneura scutica
- Ctenoneura simulans
- Ctenoneura sipitanga
- Ctenoneura spinastyla
- Ctenoneura triprocessa
- Ctenoneura tuberculata
- Ctenoneura uncata
- Ctenoneura yunnanea
- Cyrtonotula lata
- Cyrtotria amaswazi
- Cyrtotria angustissima
- Cyrtotria capucina
- Cyrtotria fictor
- Cyrtotria gibbicollis
- Cyrtotria gracilis
- Cyrtotria grandis
- Cyrtotria graniger
- Cyrtotria jallae
- Cyrtotria latipennis
- Cyrtotria macra
- Cyrtotria marshalli
- Cyrtotria mitrata
- Cyrtotria nyasae
- Cyrtotria orientalis
- Cyrtotria pallicornis
- Cyrtotria peltata
- Cyrtotria poduriformis
- Cyrtotria pusilla
- Cyrtotria scabricollis
- Cyrtotria tuberculata
- Cyrtotria zulu

## D
- Dasyblatta charpentierae

- Dasyblatta chopardi
- Dasyblatta maldonadoi
- Dasyblatta melanocephala
- Dasyblatta stylata
- Dasyblatta thaumasia
- Dasyblatta vogli
- Delosia ornata
- Delosia sabaragamua
- Dendroblatta alvarengai
- Dendroblatta callizona
- Dendroblatta clara
- Dendroblatta cnephaia
- Dendroblatta dryas
- Dendroblatta flexivitta
- Dendroblatta gracilis
- Dendroblatta insignis
- Dendroblatta matogrossensis
- Dendroblatta mineira
- Dendroblatta serena
- Dendroblatta sobrina
- Derocalymma abyssinica
- Derocalymma costata
- Derocalymma cruralis
- Derocalymma dasypus
- Derocalymma fuelleborni
- Derocalymma granulata
- Derocalymma kalahari
- Derocalymma katangae
- Derocalymma lampyrina
- Derocalymma pluteus
- Derocalymma porcellio
- Derocalymma rajiformis
- Derocalymma scruposa
- Derocalymma silphoides
- Derocalymma trichoderma
- Derocalymma versicolor
- Derocardia acutipennis
- Deropeltis abbreviata
- Deropeltis adelungi
- Deropeltis atra
- Deropeltis autraniana
- Deropeltis barbeyana
- Deropeltis basilewskyi
- Deropeltis brevipennis
- Deropeltis bueana
- Deropeltis camerunensis
- Deropeltis carbonaria
- Deropeltis comosa
- Deropeltis dichroa
- Deropeltis dmitriewi
- Deropeltis elgonensis
- Deropeltis erythrocephala
- Deropeltis erythropeza
- Deropeltis gracilis
- Deropeltis hanitschi
- Deropeltis impressa
- Deropeltis integerrima
- Deropeltis intermedia
- Deropeltis kachovskii
- Deropeltis kivuensis
- Deropeltis lesnei
- Deropeltis longipennis

- Deropeltis madecassa
- Deropeltis melanophila
- Deropeltis mossambica
- Deropeltis negus
- Deropeltis nigrita
- Deropeltis pallidipennis
- Deropeltis pallipes
- Deropeltis paulinoi
- Deropeltis peringueyi
- Deropeltis pilosa
- Deropeltis princisi
- Deropeltis robusta
- Deropeltis robustula
- Deropeltis rufipes
- Deropeltis schweinfurthi
- Deropeltis sculpturata
- Deropeltis stefaniniana
- Deropeltis straeleni
- Deropeltis triimpressa
- Deropeltis upembana
- Deropeltis verticalis
- Deropeltis wahlbergi
- Deropeltis zulu
- Desmosia alluaudi
- Desmozosteria cincta
- Desmozosteria easti
- Desmozosteria elongata
- Desmozosteria flava
- Desmozosteria grossepunctata
- Desmozosteria lunata
- Desmozosteria michaelseni
- Desmozosteria obscura
- Desmozosteria pallidula
- Desmozosteria rufescens
- Desmozosteria scripta
- Dethieridris excavata
- Dethieridris propexcavata
- Dethieridris spinuliferis
- Dewittea atrofusca
- Dewittea spinifera
- Dictyoblattella bimaculata
- Diploptera bicolor
- Diploptera erythrocephala
- Diploptera maculata
- Diploptera minor
- Diploptera nigrescens
- Diploptera parva
- Diploptera punctata
- Diplopterina conradti
- Diplopterina parva
- Dipteretrum basilewskyi
- Dipteretrum bicolor
- Dipteretrum bimaculatum
- Dipteretrum brinckae
- Dipteretrum hanstroemi
- Dipteretrum inscriptum
- Dipteretrum natalense
- Dipteretrum perpulchrum
- Dipteretrum reductum
- Dipteretrum rudebeckae
- Dipteretrum transversum
- Dipteretrum usambarense

- Dipteretrum variabile
- Discalida pallidimarginia
- Distichopis stylopyga
- Disymploce yunnanea
- Doradoblatta coppenamensis
- Dorylaea andrewsi
- Dorylaea archershee
- Dorylaea atrocaput
- Dorylaea brunneri
- Dorylaea bryanti
- Dorylaea crassa
- Dorylaea dacrydii
- Dorylaea flavicincta
- Dorylaea flavicollis
- Dorylaea flavifrons
- Dorylaea heinzei
- Dorylaea hosei
- Dorylaea magna
- Dorylaea orini
- Dorylaea picea
- Dorylaea prakkei
- Dorylaea rhabdotops
- Dorylaea robinsoni
- Dorylaea rotundata
- Dorylaea saundersi
- Dorylaea semimarginalis
- Dorylaea umbellifera
- Dorylaea unicolor
- Dorylaea vietnamica
- Dorylaea zeylanica
- Drabeha dichroa
- Dryadoblatta mira
- Dryadoblatta scotti
- Drymaplaneta communis - Gewone glanskakkerlak
- Drymaplaneta heydeniana
- Drymaplaneta lobipennis
- Drymaplaneta semivitta
- Drymaplaneta shelfordi
- Drymaplaneta variegata
- Duchailluia anthracina
- Duchailluia assimilis
- Duchailluia congoensis
- Duchailluia furcifera
- Duchailluia manca
- Duchailluia nigerrima
- Duchailluia semoni
- Duchailluia shelfordi
- Duchailluia spinulifera
- Duchailluia togoensis
- Duchailluia yemenica
- Duryodana palpalis
- Dyakina antennata
- Dyakina apicigera
- Dyakinodes bispinulifera
- Dyakinodes centralis
- Dyakinodes fraserensis
- Dyakinodes kurandensis
- Dyakinodes penibifida
- Dyakinodes uptoni
- Dyakinodes waterhousei

## E
- Ectobius aeoliensis
- Ectobius aethiopicus
- Ectobius aetnaeus
- Ectobius africanus
- Ectobius albicinctus
- Ectobius alleni
- Ectobius baccetti
- Ectobius balcani
- Ectobius burri
- Ectobius corsorum
- Ectobius darbandae
- Ectobius delicatulus
- Ectobius duskei
- Ectobius eckerleini
- Ectobius erythronotus
- Ectobius erythronotus
- Ectobius filicensis
- Ectobius finoti
- Ectobius frieseanus
- Ectobius haeckeli
- Ectobius heteropterus
- Ectobius ichnusae
- Ectobius indicus
- Ectobius intermedius
- Ectobius involutus
- Ectobius jarringi
- Ectobius kervillei
- Ectobius kikensis
- Ectobius kikuyuensis
- Ectobius kirgizius
- Ectobius kraussianus
- Ectobius lagrecai
- Ectobius lapponicus - Noordse kakkerlak
- Ectobius larus
- Ectobius leptus
- Ectobius lineolatus
- Ectobius lodosi
- Ectobius lucidus
- Ectobius makalaka
- Ectobius minutus
- Ectobius montanus
- Ectobius neavei
- Ectobius nicaeensis
- Ectobius nuba
- Ectobius pallidus - Bleke kakkerlak
- Ectobius palpalis
- Ectobius panzeri - Heidekakkerlak
- Ectobius parvosacculatus
- Ectobius pavlovskii
- Ectobius punctatissimus
- Ectobius pusillus
- Ectobius pyrenaicus
- Ectobius rammei
- Ectobius sardous
- Ectobius scabriculus
- Ectobius semenovi
- Ectobius siculus
- Ectobius sjoestedti
- Ectobius stanleyanus
- Ectobius subvitreus
- Ectobius supramontes
- Ectobius sylvestris - Boskakkerlak
- Ectobius tadzhicus
- Ectobius tamaninii
- Ectobius textilis
- Ectobius ticinus
- Ectobius tingitanus
- Ectobius togoensis
- Ectobius tuscus
- Ectobius tyrrhenicus
- Ectobius usticaensis
- Ectobius vittiventris
- Ectobius willemsei
- Ectoneura annectens
- Ectoneura appendiculata
- Ectoneura borealis
- Ectoneura caledonica
- Ectoneura hanitschi
- Ectoneura hesperia
- Ectoneura insularis
- Ectoneura maculata
- Ectoneura major
- Ectoneura minima
- Ectoneura pallidula
- Ectoneura pectinata
- Ectoneura pictifrons
- Ectoneura picturata
- Ectoneura shelfordi
- Ectoneura sublucida
- Ectoneura suffusa
- Ectoneura tasmanica
- Ectoneura tepperi
- Ectoneura verticalis
- Ectoneura victoriae
- Elfridaia ebomae
- Ellipsica aenea
- Ellipsica cribrosa
- Ellipsica insculpta
- Ellipsica rugosa
- Ellipsica subaenea
- Ellipsica virescens
- Ellipsidion amplum
- Ellipsidion australe
- Ellipsidion bicolor
- Ellipsidion castaneum
- Ellipsidion femoratum
- Ellipsidion gemmiculum
- Ellipsidion humerale
- Ellipsidion laetum
- Ellipsidion magnificum
- Ellipsidion marginiferum
- Ellipsidion notabile
- Ellipsidion quadripunctatum
- Ellipsidion ramosum
- Ellipsidion reticulatum
- Ellipsidion simulans
- Ellipsidion terminale
- Ellipsidion variegatum
- Ellipsidion yapenensis
- Elliptoblatta antennata
- Elliptoblatta bisignata
- Elliptoblatta brunneriana
- Elliptoblatta caelebs
- Elliptoblatta consobrina
- Elliptoblatta hova
- Elliptoblatta madecassa
- Elliptoblatta marginalis
- Elliptoblatta parallela
- Elliptoblatta polita
- Elliptoblatta punctulata
- Elliptoblatta sakalava
- Elliptoblatta semilimbata
- Elliptorhina brunneri
- Elliptorhina chopardi
- Elliptorhina coquereliana
- Elliptorhina davidi
- Elliptorhina javanica
- Elliptorhina laevigata
- Elliptorhina lefeuvri
- Elliptorhina oblonga
- Elliptorhina problematica
- Elliptorhina testacea
- Eowilsonia biglandulifera
- Eowilsonia caneae
- Eowilsonia paracaneae
- Epibalta novaecaledoniae
- Epilampra abdomennigrum
- Epilampra acutipennis
- Epilampra amapae
- Epilampra amoena
- Epilampra anderi
- Epilampra atriventris
- Epilampra azteca
- Epilampra belli
- Epilampra berlandi
- Epilampra bivittata
- Epilampra brasiliensis
- Epilampra bromeliacea
- Epilampra bromeliadarum
- Epilampra burmeisteri
- Epilampra caizana
- Epilampra caliginosa
- Epilampra campestris
- Epilampra carinulata
- Epilampra carsevennae
- Epilampra castanea
- Epilampra catharina
- Epilampra cicatricosa
- Epilampra cinerascens
- Epilampra colorata
- Epilampra columbiana
- Epilampra conferta
- Epilampra conspersa
- Epilampra coriacea
- Epilampra crassa
- Epilampra crossea
- Epilampra cubensis
- Epilampra egregia
- Epilampra exploratrix

- Epilampra ferruginea
- Epilampra fugax
- Epilampra fusca
- Epilampra gatunae
- Epilampra grisea
- Epilampra guianae
- Epilampra gundlachi
- Epilampra haitensis
- Epilampra hamiltoni
- Epilampra heusseriana
- Epilampra heydeniana
- Epilampra imitatrix
- Epilampra insularis
- Epilampra involucris
- Epilampra irmleri
- Epilampra jamaicana
- Epilampra jorgenseni
- Epilampra josephi
- Epilampra latifrons
- Epilampra limbalis
- Epilampra maculicollis
- Epilampra maculifrons
- Epilampra maya
- Epilampra mexicana
- Epilampra mimosa
- Epilampra mona
- Epilampra mosela
- Epilampra quisqueiana
- Epilampra rothi
- Epilampra sabulosa
- Epilampra sagitta
- Epilampra santosi
- Epilampra shelfordi
- Epilampra sodalis
- Epilampra substrigata
- Epilampra tainana
- Epilampra taira
- Epilampra taracuae
- Epilampra testacea
- Epilampra thunbergi
- Epilampra unistilata
- Epilampra wheeleri
- Epilampra yersiniana
- Episymploce amamiensis
- Episymploce annulifera
- Episymploce asahinai
- Episymploce baileyi
- Episymploce bipinnacula
- Episymploce bispina
- Episymploce brevipes
- Episymploce busuangensis
- Episymploce castanea
- Episymploce cheni
- Episymploce daksongensis
- Episymploce degerboli
- Episymploce dispar
- Episymploce falcifera
- Episymploce fangensis
- Episymploce fissa
- Episymploce forficula
- Episymploce formosana
- Episymploce guizhouensis
- Episymploce hassenzana
- Episymploce himalayica
- Episymploce hunanensis
- Episymploce javana
- Episymploce juxtafalcifera
- Episymploce karnyi
- Episymploce kryzhanovskii
- Episymploce kuluana
- Episymploce kunmingi
- Episymploce ligulata
- Episymploce longiloba
- Episymploce malaisei
- Episymploce mamillatus
- Episymploce marginata
- Episymploce mjoebergi
- Episymploce paradoxura
- Episymploce parafissa
- Episymploce paravicina
- Episymploce perakensis
- Episymploce perpulchra
- Episymploce popovi
- Episymploce potanini
- Episymploce prima
- Episymploce princisi
- Episymploce quadripunctata
- Episymploce quarta
- Episymploce ridleyi
- Episymploce rubroverticis
- Episymploce sarasinorum
- Episymploce secunda
- Episymploce simmonsi
- Episymploce simplex
- Episymploce siui
- Episymploce spinosa
- Episymploce splendens
- Episymploce subvicina
- Episymploce suknana
- Episymploce sulawesiensis
- Episymploce sundaica
- Episymploce taiheizana
- Episymploce taiwanica
- Episymploce talinasensis
- Episymploce telephoroides
- Episymploce tertia
- Episymploce tibangensis
- Episymploce torrevillasi
- Episymploce tridens
- Episymploce uncinata
- Episymploce unicolor
- Episymploce ussuensis
- Episymploce vicina
- Episymploce zagulajevi
- Eppertia aptera
- Eppertia furcata
- Eppertia punctata
- Eppertia robusta
- Eremoblatta hirsuta
- Eremoblatta subdiaphana
- Ergaula capensis
- Ergaula capucina
- Ergaula carunculigera
- Ergaula funebris
- Ergaula nepalensis
- Ergaula pilosa
- Ergaula silphoides
- Eroblatta borneensis
- Escala atriceps
- Escala bowenensis
- Escala houstoni
- Escala insignis
- Escala juxatriceps
- Escala levinsoni
- Escala millstreamensis
- Escala ravenshoeensis
- Escala scharrerae
- Escala vestjensi
- Escala weiri
- Escala yeppoonensis
- Euandroblatta brincki
- Euandroblatta capensis
- Euandroblatta clavigera
- Euandroblatta curta
- Euandroblatta herero
- Euandroblatta jallae
- Euandroblatta kabaka
- Euandroblatta lata
- Euandroblatta lobipennis
- Euandroblatta marshalli
- Euandroblatta matabele
- Euandroblatta nama
- Euandroblatta ovambo
- Euandroblatta palpalis
- Euandroblatta propera
- Euandroblatta robusta
- Euandroblatta selousi
- Euandroblatta strigosa
- Eublaberus argentinus
- Eublaberus distanti
- Eublaberus fernandoi
- Eublaberus immaculus
- Eublaberus marajoara
- Eublaberus posticus
- Eublaberus sulzeri
- Eublaberus variegata
- Eublattella latistriga
- Eucorydia aenea
- Eucorydia coerulea
- Eucorydia forceps
- Eucorydia gemma
- Eucorydia hilaris
- Eucorydia multimaculata
- Eucorydia ornata
- Eucorydia paucipilosa
- Eucorydia purpuralis
- Eucorydia tristis
- Eucorydia westwoodi
- Eucorydia xizangensis

- Eucorydia yasumatsui
- Eucorydia yunnanensis
- Eudromiella arara
- Eudromiella bequaerti
- Eudromiella bicolorata
- Eudromiella calcarata
- Eudromiella chopardi
- Eudromiella inexpectata
- Eudromiella maroni
- Eudromiella partita
- Eudromiella santarema
- Euhebardula fijiana
- Euhebardula ignobilis
- Euhebardula stellata
- Euhebardula suffusa
- Euhypnorna grata
- Eulissosoma stygia
- Euloboptera kabindae
- Euloboptera nimbensis
- Euloboptera nitida
- Euloboptera rhodesiana
- Euloboptera shelfordi
- Eumethana cavernicola
- Eunyctibora bicolor
- Eunyctibora crassicornis
- Eunyctibora magnifica
- Eunyctibora nigrocincta
- Eunyctibora omissa
- Euphyllodromia albinervis
- Euphyllodromia albomaculata
- Euphyllodromia amazonensis
- Euphyllodromia angustata
- Euphyllodromia atropos
- Euphyllodromia aurora
- Euphyllodromia boliviensis
- Euphyllodromia burmeisteri
- Euphyllodromia cerdai
- Euphyllodromia chopardi
- Euphyllodromia elegans
- Euphyllodromia erythromelas
- Euphyllodromia fasciatella
- Euphyllodromia fernandezi
- Euphyllodromia fluviatilis
- Euphyllodromia heydeniana
- Euphyllodromia hystrix
- Euphyllodromia jugata
- Euphyllodromia jutai
- Euphyllodromia lineolata
- Euphyllodromia literata
- Euphyllodromia liturifera
- Euphyllodromia marowijnensis
- Euphyllodromia maturaca
- Euphyllodromia nigrochlamys
- Euphyllodromia obscura
- Euphyllodromia osunai
- Euphyllodromia pavonacea
- Euphyllodromia peruana
- Euphyllodromia prona
- Euphyllodromia stigmatosoma
- Euphyllodromia tupi
- Euphyllodromia variegata
- Euphyllodromia venezuelica
- Eupolyphaga densiguttata
- Eupolyphaga everestiana
- Eupolyphaga fusca
- Eupolyphaga hengduana
- Eupolyphaga limbata
- Eupolyphaga sinensis
- Eupolyphaga yunnanensis
- Eurycotis abdominalis
- Eurycotis alfaroi
- Eurycotis australis
- Eurycotis bahamensis
- Eurycotis balteata
- Eurycotis bananae
- Eurycotis biolleyi
- Eurycotis blattoides
- Eurycotis brevipes
- Eurycotis caraibea
- Eurycotis caudellana
- Eurycotis cribrosa
- Eurycotis decipiens
- Eurycotis dimidiata
- Eurycotis famelica
- Eurycotis ferrumequinum
- Eurycotis flavipennis
- Eurycotis floridana
- Eurycotis fugacis
- Eurycotis galeoides
- Eurycotis gurneyi
- Eurycotis guttata
- Eurycotis histrio
- Eurycotis improcera
- Eurycotis kevani
- Eurycotis lacernata
- Eurycotis lixa
- Eurycotis manni
- Eurycotis mexicana
- Eurycotis milerai
- Eurycotis mysteca
- Eurycotis nigra
- Eurycotis occidentalis
- Eurycotis opaca
- Eurycotis perezassoi
- Eurycotis pluto
- Eurycotis quadrisquamata
- Eurycotis rhodae
- Eurycotis riveti
- Eurycotis scalaris
- Eurycotis similis
- Eurycotis taurus
- Eurycotis tibialis
- Eurycotis torquinensis
- Eurycotis victori
- Eurycotis vittifrons
- Eurylestes colombiae
- Eushelfordia amazonensis
- Eushelfordia pica
- Eushelfordiella paraense
- Eustegasta agrilidina
- Eustegasta amoena
- Eustegasta blanda
- Eustegasta buprestoides
- Eustegasta carabidina
- Eustegasta lepida
- Eustegasta lueci
- Eustegasta metallica
- Eustegasta micans
- Eustegasta poecila
- Eustegasta pulchella
- Eustegasta robinsoni
- Eustegasta splendens
- Eustegasta suava
- Eustegasta variegata
- Eustegasta venusta
- Eutheganopteryx mirabilis
- Eutheganopteryx punctulata
- Euthlastoblatta abortiva
- Euthlastoblatta absimilis
- Euthlastoblatta beckeri
- Euthlastoblatta chiapas
- Euthlastoblatta compsa
- Euthlastoblatta diaphana
- Euthlastoblatta facies
- Euthlastoblatta furcifera
- Euthlastoblatta gemma
- Euthlastoblatta grata
- Euthlastoblatta lita
- Euthlastoblatta mira
- Euthlastoblatta moralesi
- Euthlastoblatta notabilis
- Euthlastoblatta occulta
- Euthlastoblatta orizabae
- Euthlastoblatta sacrificata
- Euthlastoblatta subpectinata
- Euthlastoblatta vegeta
- Euthlastoblatta ypsilon
- Euthyrrhapha bigeminata
- Euthyrrhapha bimaculata
- Euthyrrhapha metallica
- Euthyrrhapha nigra
- Euthyrrhapha obscura
- Euthyrrhapha pacifica
- Euthyrrhapha tenella
- Euthyrrhapha termitophila
- Euthyrrhapha vittata
- Euzosteria elegans
- Euzosteria femoralis
- Euzosteria ferruginea
- Euzosteria lata
- Euzosteria metallica
- Euzosteria minor
- Euzosteria mitchelli
- Euzosteria nobilis
- Euzosteria sordida
- Euzosteria subreflexa
- Euzosteria subverrucosa
- Euzosteria tuberculata
- Evea kalkmanni

## G
- Galiblatta cribrosa
- Galiblatta williamsi
- Geoscapheus castaneus
- Geoscapheus crenulatus
- Geoscapheus dilatatus
- Geoscapheus robustus
- Geoscapheus rugulosus
- Geoscapheus woodwardi
- Glomerexis tibetana
- Glyptopeltis couloniana
- Glyptopeltis purpurea
- Griffiniella africana
- Griffiniella heterogamia
- Griffiniella larvalis
- Griffiniella marmorata
- Gromphadorhina grandidieri
- Gromphadorhina oblongonota
- Gromphadorhina picea
- Gromphadorhina portentosa - Sissende kakkerlak

- Gurneya obliqua
- Gymnonyx grandidieri
- Gymnonyx scabra
- Gyna aestuans
- Gyna aetola
- Gyna bisannulata
- Gyna caffrorum
- Gyna capucina
- Gyna castanea
- Gyna centurio
- Gyna colini
- Gyna costalis
- Gyna crassa
- Gyna cyclops
- Gyna fourcarti
- Gyna gloriosa
- Gyna hyalina
- Gyna incisura
- Gyna incommoda

- Gyna jocosa
- Gyna kazungulana
- Gyna laticosta
- Gyna lineata
- Gyna lurida
- Gyna maculipennis
- Gyna munda
- Gyna nigrifrons
- Gyna oblonga
- Gyna pomposa
- Gyna scheitzae
- Gyna scripta
- Gyna sculpturata
- Gyna scutelligera
- Gyna spurcata
- Gynopeltis cryptospila
- Gynopeltis neavei

## H
- Haanina adusta
- Haanina cariniceps
- Haanina intermedia
- Haanina kampeni
- Haanina karnyi
- Haanina macassariensis
- Haanina maindroni
- Haanina major
- Haanina mitschkei
- Haanina patinifera
- Haanina pelewensis
- Hanitschella nebulosa
- Hanitschia toxopei
- Haplosymploce andamanica
- Haplosymploce bicolor
- Haplosymploce bicolorata
- Haplosymploce castanea
- Haplosymploce curta
- Haplosymploce montis
- Haplosymploce moultoni
- Haplosymploce nigra
- Haplosymploce pica
- Haplosymploce reversa
- Haplosymploce ruficollis
- Haplosymploce walkeri
- Hebardina agaboides
- Hebardina assiniensis
- Hebardina concinna
- Hebardina flavilatera
- Hebardina gracilis
- Hebardina inconspicua
- Hebardina pallipalpis
- Hebardina prinzi
- Hebardina rhodesiana
- Hebardina senecta
- Hebardina sonana
- Hebardina succinea
- Hebardina taiwanica
- Hebardina truncata
- Hebardina ugandana
- Hebardina yayeyamana
- Hedaia angulata
- Helgaia baculifera
- Helgaia beckeri
- Helgaia castanea
- Helgaia catharinensis
- Helgaia grandis
- Helgaia janirae
- Helgaia jurbergi
- Helgaia lopesi
- Helgaia moselana
- Helgaia neosplendida
- Helgaia pernambucana
- Helgaia petrai
- Helgaia pujoli
- Helgaia serrana
- Helgaia setacea
- Helgaia splendida
- Helgaia unica
- Hemelytroblatta aethiopica
- Hemelytroblatta afghana
- Hemelytroblatta africana
- Hemelytroblatta arenarum
- Hemelytroblatta cerverae
- Hemelytroblatta curtipennis
- Hemelytroblatta cypria
- Hemelytroblatta dumonti
- Hemelytroblatta ebneri
- Hemelytroblatta fulvopicta
- Hemelytroblatta fuscipennis
- Hemelytroblatta gestroiana
- Hemelytroblatta hirsuta
- Hemelytroblatta incerta
- Hemelytroblatta intermedia
- Hemelytroblatta latifrons
- Hemelytroblatta livida
- Hemelytroblatta longipes
- Hemelytroblatta marismortui
- Hemelytroblatta minuta
- Hemelytroblatta oblonga
- Hemelytroblatta pilosella
- Hemelytroblatta polyphagella
- Hemelytroblatta roseni
- Hemelytroblatta rugosa
- Hemelytroblatta senegalensis
- Hemelytroblatta subhyalina
- Hemelytroblatta zavattarii
- Hemelytroblatta zolotarevskyi
- Hemiblabera brunneri
- Hemiblabera capucina
- Hemiblabera granulata
- Hemiblabera pabulator
- Hemiblabera roseni

- Hemiblabera tenebricosa
- Hemiblabera tristis
- Heminauphoeta picea
- Heminauphoeta sakalava
- Hemipterisca lindbergi
- Hemipterisca submarginata
- Hemipterota punctipes
- Hemithyrsocera acuminata
- Hemithyrsocera alagara
- Hemithyrsocera amplectens
- Hemithyrsocera banvaneuensis
- Hemithyrsocera biguttata
- Hemithyrsocera brownwingae
- Hemithyrsocera caligasimilis
- Hemithyrsocera curvinervis
- Hemithyrsocera danumensis
- Hemithyrsocera denticauda
- Hemithyrsocera dichroa
- Hemithyrsocera dumoganensis
- Hemithyrsocera fascioculus
- Hemithyrsocera ferruginea
- Hemithyrsocera fulmeki
- Hemithyrsocera fusca
- Hemithyrsocera gressitti
- Hemithyrsocera heralda
- Hemithyrsocera hewitti
- Hemithyrsocera histrio
- Hemithyrsocera ignobilis
- Hemithyrsocera interrupta
- Hemithyrsocera irregularitervittata
- Hemithyrsocera kiungensis
- Hemithyrsocera kuncheriai
- Hemithyrsocera leechi
- Hemithyrsocera limbata
- Hemithyrsocera lycoides
- Hemithyrsocera lynetteae
- Hemithyrsocera maai
- Hemithyrsocera macifera
- Hemithyrsocera major
- Hemithyrsocera marginalis
- Hemithyrsocera mentawiensis
- Hemithyrsocera nagamitsui
- Hemithyrsocera nathani
- Hemithyrsocera nishidai
- Hemithyrsocera obliqua
- Hemithyrsocera ottei
- Hemithyrsocera palliata
- Hemithyrsocera palmeri
- Hemithyrsocera parafusca
- Hemithyrsocera parilis
- Hemithyrsocera penicillata
- Hemithyrsocera persona
- Hemithyrsocera piceicollis
- Hemithyrsocera picteti
- Hemithyrsocera picticollis
- Hemithyrsocera quatei
- Hemithyrsocera robertsi
- Hemithyrsocera rubronigra
- Hemithyrsocera sabahwakensis
- Hemithyrsocera siberutensis
- Hemithyrsocera siebersi
- Hemithyrsocera silbergliedi
- Hemithyrsocera simulans
- Hemithyrsocera singgalangensis
- Hemithyrsocera soror
- Hemithyrsocera subgenitalis
- Hemithyrsocera sumatrana
- Hemithyrsocera suspecta
- Hemithyrsocera tawitawiensis
- Hemithyrsocera tessellata
- Hemithyrsocera triangulifera
- Hemithyrsocera vittata
- Hemithyrsocera walkeri
- Hemithyrsocera willisi
- Henicotyle antillarum
- Hensaussurea aptera
- Hensaussurea fibra
- Hensaussurea forficatus
- Hensaussurea halmaturina
- Hensaussurea humphreysi
- Hensaussurea lawrencei
- Hensaussurea newtonorum
- Hensaussurea novacula
- Hensaussurea pedestris
- Hensaussurea peniculus
- Hensaussurea sheardi
- Henschoutedenia batesi
- Henschoutedenia bicolor
- Henschoutedenia elegans
- Henschoutedenia epilamproides
- Henschoutedenia flexivitta
- Henschoutedenia frenata
- Henschoutedenia mombuttu

- Henschoutedenia occidentalis
- Henschoutedenia procera
- Henschoutedenia raggei
- Henschoutedenia tectidoma
- Heterogamisca adelungi
- Heterogamisca bifoveolata
- Heterogamisca bolivari
- Heterogamisca chopardi
- Heterogamisca dispersa
- Heterogamisca kruegeri
- Heterogamisca marmorata
- Heterogamisca persica
- Heterogamisca simillima
- Heterogamodes hebraica
- Heterogamodes ursina
- Hiereoblatta cassidea
- Holocompsa azteca
- Holocompsa binotata
- Holocompsa cyanea
- Holocompsa debilis
- Holocompsa nitidula
- Holocompsa panamae
- Holocompsa pusilla
- Holocompsa scotaea
- Holocompsa tolteca
- Holocompsa zapoteca
- Hololeptoblatta minor
- Hololeptoblatta pandanicola
- Homalopteryx capucina
- Homalopteryx laminata
- Homalosilpha arcifera
- Homalosilpha contraria
- Homalosilpha decorata
- Homalosilpha gaudens
- Homalosilpha haani
- Homalosilpha javanica
- Homalosilpha kryzhanovskii
- Homalosilpha nigricans
- Homalosilpha quadrimaculata
- Homalosilpha ustulata
- Homalosilpha valida
- Homalosilpha vicina
- Homoeogamia brasiliana
- Homoeogamia mexicana
- Homopteroidea aberrans
- Homopteroidea biramiata
- Homopteroidea brachyptera
- Homopteroidea maculata
- Homopteroidea minor
- Homopteroidea nigra
- Homopteroidea shelfordi
- Hoplophoropyga babaulti
- Hoplophoropyga badia
- Hoplophoropyga brincki
- Hoplophoropyga brunnea
- Hoplophoropyga crocea
- Hoplophoropyga fulva
- Hoplophoropyga simplex
- Hoplophoropyga unicolor
- Hormetica apolinari
- Hormetica atlas
- Hormetica bambui
- Hormetica bicolor
- Hormetica brunneri
- Hormetica kemneri
- Hormetica laevigata
- Hormetica luteomarginata
- Hormetica marmorata
- Hormetica pustulata
- Hormetica scrobiculata
- Hormetica sexnotata
- Hormetica strumosa
- Hormetica ventralis
- Hormetica vittata
- Hostilia carinata
- Hostilia clavigera
- Hostilia proterva
- Howintoniella obscurifrons
- Hypercompsa anolaima
- Hypercompsa fenestrina
- Hypercompsa fieberi
- Hypercompsa venezuelana
- Hypercompsa xanthosticta
- Hypnorna cucujoides
- Hypnorna hummeli
- Hypnornoides burri
- Hypnornoides seabrai
- Hyporhicnoda carinata
- Hyporhicnoda humilior
- Hyporhicnoda litomorpha
- Hyporhicnoda metae
- Hyporhicnoda reflexa
- Hyporhicnoda ultima

## I
- Ignabolivaria bilobata
- Ignabolivaria similis
- Imblattella acanthastylata
- Imblattella albida
- Imblattella ananindeua
- Imblattella antioquiae
- Imblattella brunneriana
- Imblattella chagrensis
- Imblattella elegans
- Imblattella fratercula
- Imblattella gracilis
- Imblattella impar
- Imblattella litosoma
- Imblattella peltastes
- Imblattella sinaloae
- Incoblatta dido
- Ipisoma coleoptratum
- Ipolatta paradoxa
- Ischnoptera aglandis
- Ischnoptera amazonica
- Ischnoptera angustifrons
- Ischnoptera anisopygia
- Ischnoptera apolinari
- Ischnoptera argentina
- Ischnoptera atrata
- Ischnoptera azteca
- Ischnoptera bahiana
- Ischnoptera bergrothi
- Ischnoptera bicolorata
- Ischnoptera bicornuta
- Ischnoptera bilunata
- Ischnoptera borellii
- Ischnoptera brachyptera
- Ischnoptera brasiliana
- Ischnoptera brattstroemi
- Ischnoptera brunnea
- Ischnoptera caborojoensis
- Ischnoptera campana

- Ischnoptera carcarana
- Ischnoptera castanea
- Ischnoptera chichicastenanga
- Ischnoptera clavator
- Ischnoptera colombiae
- Ischnoptera crispula
- Ischnoptera darlingtoni
- Ischnoptera deropeltiformis
- Ischnoptera flagellifer
- Ischnoptera fulvipennis
- Ischnoptera galibi
- Ischnoptera gatunae
- Ischnoptera hebes
- Ischnoptera hercules
- Ischnoptera icano
- Ischnoptera ignobilis
- Ischnoptera ikonnikovi
- Ischnoptera imparata
- Ischnoptera implicata
- Ischnoptera inca
- Ischnoptera inusitata
- Ischnoptera josephina
- Ischnoptera lestrelleta
- Ischnoptera ligula
- Ischnoptera linguiforma
- Ischnoptera litostylata
- Ischnoptera marginata
- Ischnoptera melasa
- Ischnoptera mexicana
- Ischnoptera mirella
- Ischnoptera morio
- Ischnoptera moxa
- Ischnoptera mura
- Ischnoptera nana
- Ischnoptera neglecta
- Ischnoptera neoclavator
- Ischnoptera neomelasa
- Ischnoptera nigra

- Ischnoptera nox
- Ischnoptera ocularis
- Ischnoptera oreochares
- Ischnoptera pallipes
- Ischnoptera pampaconas
- Ischnoptera panamae
- Ischnoptera paradoxa
- Ischnoptera paramacca
- Ischnoptera parvula
- Ischnoptera peckorum
- Ischnoptera peculiaris
- Ischnoptera pedernalesensis
- Ischnoptera podoces
- Ischnoptera rehni
- Ischnoptera rufa
- Ischnoptera rugosa
- Ischnoptera santacruzensis
- Ischnoptera saussurei
- Ischnoptera serrana
- Ischnoptera similis
- Ischnoptera similis
- Ischnoptera snodgrassi
- Ischnoptera speciosa
- Ischnoptera spinosostylata
- Ischnoptera stygia
- Ischnoptera taczanowskii
- Ischnoptera tolteca
- Ischnoptera tristylata
- Ischnoptera undulifera
- Ischnoptera variegata
- Ischnoptera vilis
- Ischnoptera vulpina
- Ischnoptera zacualtipana
- Isoldaia insularis
- Isoniscus scaber
- Isoniscus scaberrimus
- Isoniscus sjoestedti

## J
- Jacobsonina albomarginata
- Jacobsonina aliena
- Jacobsonina chiangmaiensis
- Jacobsonina excavata
- Jacobsonina lugubris
- Jacobsonina myitkyina
- Jacobsonina parva
- Jacobsonina platysoma
- Jacobsonina simplex
- Jacobsonina tricaudata
- Jagrehnia gestroiana
- Jagrehnia heydeniana
- Jagrehnia idonea
- Jagrehnia invisa
- Jagrehnia madecassa
- Jagrehnia minuta
- Jagrehnia paolina
- Jagrehnia princisi
- Jagrehnia silacea
- Jagrehnia sordida

- Jagrehnia testacea
- Johnrehnia areolata
- Johnrehnia australiae
- Johnrehnia barmoyana
- Johnrehnia bellendenkerensis
- Johnrehnia bulburina
- Johnrehnia canoblaensis
- Johnrehnia concisa
- Johnrehnia contraria
- Johnrehnia ensifera
- Johnrehnia federala
- Johnrehnia fisherana
- Johnrehnia geniculuteola
- Johnrehnia gingerana
- Johnrehnia hinchbrookensis
- Johnrehnia hodgkini
- Johnrehnia intermedia
- Johnrehnia ironiana
- Johnrehnia kaputarensis
- Johnrehnia kroombitopsensis

- Johnrehnia labecula
- Johnrehnia lakebarrina
- Johnrehnia liturata
- Johnrehnia oneilorum
- Johnrehnia pantaziorum
- Johnrehnia paraconcisa
- Johnrehnia porongoropsensis
- Johnrehnia rentzi
- Johnrehnia rosei
- Johnrehnia ruggi
- Johnrehnia solida
- Johnrehnia specensis
- Johnrehnia tibiarubrum
- Johnrehnia tibrogargana
- Johnrehnia timberlakeae
- Johnrehnia triramosa
- Johnrehnia wombatensis
- Juxtacalolampra marginata

## K
- Kemneria colombiana

- Keyella armidalensis

- Keyella gayi

## L
- Lamproblatta albipalpus
- Lamproblatta ancistroides
- Lamproblatta flavomaculata
- Lamproblatta gorgonis
- Lamproblatta meridionalis
- Lamproblatta mimetes
- Lamproblatta romani
- Lamproblatta zamorensis
- Lamproglandifera flavoglandis
- Lanta borgesae
- Lanta peniculiger
- Lanta scotia
- Lanxoblatta emarginata
- Lanxoblatta frater
- Lanxoblatta lata
- Lanxoblatta limbata
- Lanxoblatta magnifica
- Lanxoblatta martinezi
- Lanxoblatta rudis
- Latiblattella acolhua
- Latiblattella angustifrons
- Latiblattella azteca
- Latiblattella bradleyi
- Latiblattella chichimeca
- Latiblattella dilatata
- Latiblattella inornata
- Latiblattella kaupiana
- Latiblattella lucifrons
- Latiblattella mexicana
- Latiblattella nitida
- Latiblattella pavida
- Latiblattella picturata
- Latiblattella rehni
- Latiblattella spectativa
- Latiblattella tarasca
- Latiblattella vitrea
- Latiblattella zapoteca
- Latindia castanea
- Latindia catharinensis
- Latindia dohrniana
- Latindia inca
- Latindia maurella
- Latindia pectinata
- Latindia pusilla
- Latindia signata
- Lauraesilpha angusta
- Lauraesilpha antiqua
- Lauraesilpha chazeaui
- Lauraesilpha dogniensis
- Lauraesilpha heteroclita
- Lauraesilpha koghiensis
- Lauraesilpha mearetoi
- Laxta aptera
- Laxta darbyi
- Laxta feroculotacta
- Laxta fraucai
- Laxta friedmani
- Laxta granicollis - Berkkakkerlak

- Laxta granulosa
- Laxta guttata
- Laxta jeanneae
- Laxta minima
- Laxta rieki
- Laxta shawi
- Laxta tillyardi
- Leiopteroblatta monodi
- Leozehntnera maxima
- Leuropeltis atopa
- Leuropeltis gurneyi
- Leuropeltis hebardi
- Liosilpha incommoda
- Liosilpha pumicata
- Litoblatta argentina
- Litoblatta baiana
- Litoblatta brasiliensis
- Litoblatta clara
- Litoblatta goiana
- Litoblatta personata
- Litoblatta petropolitana
- Litoblatta pilosa
- Litoblatta pollens
- Litoblatta spinosa
- Litopeltis biolleyi
- Litopeltis bispinosa
- Litopeltis brevitarsis
- Litopeltis calverti
- Litopeltis compleptera
- Litopeltis deianira
- Litopeltis musarum
- Litopeltis oreas
- Litopeltis votos
- Lobodromia annulicornis
- Lobodromia guatemalae
- Loboptera alluaudi
- Loboptera anagae
- Loboptera andalusica
- Loboptera angulata
- Loboptera barbarae
- Loboptera canariensis
- Loboptera cavernicola
- Loboptera chioensis
- Loboptera cryptofoveata
- Loboptera cuneilobata
- Loboptera decipiens
- Loboptera delafrontera
- Loboptera fortunata
- Loboptera foveolata
- Loboptera glandulifera
- Loboptera hispanica
- Loboptera irregularis
- Loboptera isolata
- Loboptera jensi
- Loboptera juergeni
- Loboptera lagunensis
- Loboptera loboptera
- Loboptera maroccana

- Loboptera minor
- Loboptera ombriosa
- Loboptera ovolobata
- Loboptera penirobusta
- Loboptera subterranea
- Loboptera teneguia
- Loboptera tenoensis
- Loboptera troglobia
- Loboptera truncata
- Lobopterella dimidiatipes
- Lobopterella pallipes
- Lobopterella princisi
- Lobopteromorpha bituberculata
- Lobopteromorpha madecassa
- Lobopteromorpha ornaticeps
- Lobopteromorpha picea
- Lobopteromorpha vicina
- Lophoblatta arawaka
- Lophoblatta arlei
- Lophoblatta brevis
- Lophoblatta bromelicola
- Lophoblatta fissa
- Lophoblatta fuliginosa
- Lophoblatta lurida
- Lophoblatta pellucida
- Lophoblatta petropolitana
- Lophoblatta speerae
- Lophoblatta tingua
- Lophometopum bivittatum
- Lophometopum leptum
- Lophometopum tucurui
- Lucihormetica amazonica
- Lucihormetica cerdai
- Lucihormetica fenestrata
- Lucihormetica grossei
- Lucihormetica interna
- Lucihormetica osunai
- Lucihormetica seabrai
- Lucihormetica subcincta
- Lucihormetica tapurucuara
- Lucihormetica verrucosa
- Lupparia adimonialis
- Lupparia celebica
- Lupparia diamesa
- Lupparia eximia
- Lupparia ferruginea
- Lupparia globosostylata
- Lupparia lata
- Lupparia majuscula
- Lupparia nodigera
- Lupparia pallidula
- Lupparia silphoides
- Lupparia subnotulata
- Lupparia testacea
- Lupparia unguiculata
- Lupparia valida
- Lupparia yunnanea

## M
- Macrocerca asymmetrica
- Macrocerca browni
- Macrocerca citroculata
- Macrocerca galbomaculata
- Macrocerca hogenesi
- Macrocerca hopensis
- Macrocerca leopoldi
- Macrocerca shelfordi
- Macrocerca shiptona
- Macrocerca strazanaci
- Macrocerca trigonalifera
- Macropanesthia ferrugineipes
- Macropanesthia heppleorum
- Macropanesthia kinkuna
- Macropanesthia kraussiana
- Macropanesthia lithgowae
- Macropanesthia mackerrasae
- Macropanesthia monteithi
- Macropanesthia rhinoceros
- Macropanesthia rothi
- Macropanesthia saxicola
- Macrophyllodromia ecuadorana
- Macrophyllodromia lanceolata
- Macrophyllodromia maximiliani
- Macrophyllodromia multipunctata
- Macrophyllodromia nigrigena
- Macrophyllodromia panamae
- Macrophyllodromia splendida
- Malaccina guilinensis
- Malaccina imitans
- Malaccina rufella
- Malaccina schali
- Malaccina vickeryi
- Mallotoblatta brachyptera
- Mallotoblatta kraussi
- Mallotoblatta pilosella
- Mallotoblatta pubescens
- Maoriblatta brunni
- Maoriblatta laevipennis
- Maoriblatta novaeseelandiae
- Maoriblatta sublobata
- Maraca fossata
- Maretina hivaoa
- Maretina marquesana
- Maretina uahuka
- Maretiola nepalica
- Margattea albovittata
- Margattea anceps
- Margattea argentea
- Margattea baluensis
- Margattea beauvoisii
- Margattea bipunctata
- Margattea bisignata
- Margattea brevialata
- Margattea buitenzorgensis
- Margattea carinata
- Margattea centralis
- Margattea ceylanica
- Margattea contingens
- Margattea crucifera
- Margattea diacantha
- Margattea dimorpha
- Margattea elongata
- Margattea frontefasciata
- Margattea gemmata
- Margattea gulliveri
- Margattea hemiptera
- Margattea humeralis
- Margattea importata
- Margattea lateralis
- Margattea limbata
- Margattea longealata
- Margattea luteomaculata
- Margattea maculata
- Margattea microptera
- Margattea molesta
- Margattea nana
- Margattea nebulosa
- Margattea nimbata
- Margattea obtusifrons
- Margattea ogatai
- Margattea overbecki
- Margattea paraceylanica
- Margattea perspicillaris
- Margattea phryne
- Margattea punctulata
- Margattea rectangularis
- Margattea remota

- Margattea satsumana
- Margattea sinclairi
- Margattea spinifera
- Margattea variegata
- Margattea vermiculata
- Margatteoidea albovariegata
- Margatteoidea amoena
- Margatteoidea bicolorata
- Margatteoidea birketsmithi
- Margatteoidea dahli
- Margatteoidea erythronotata
- Margattina trispina
- Matabelina abdominalis
- Matabelina backlundi
- Matabelina centralis
- Matabelina cincta
- Matabelina costalis
- Matabelina diaphana
- Matabelina ectobioides
- Matabelina fulva
- Matabelina ghesquierei
- Matabelina munzingeri
- Matabelina senegalensis
- Matabelina subtilis
- Matabelina treitliana
- Mayottella dimorpha
- Mediastinia australica
- Mediastinia delicatula
- Mediastinia platycephala
- Megaloblatta blaberoides
- Megaloblatta insignis
- Megaloblatta longipennis
- Megaloblatta regina
- Megamareta fascifrons
- Megamareta invalida
- Megamareta laterifera
- Megamareta nodosa
- Megamareta pallidiola
- Megamareta phaneropyga
- Megamareta propinqua
- Megamareta subcontigua
- Megazosteria impressa
- Megazosteria nigrolutea
- Megazosteria patula
- Megazosteria purpurascens
- Megazosteria shawi
- Melanozosteria aculeata
- Melanozosteria angustipennis
- Melanozosteria ayrensis
- Melanozosteria barrominensis
- Melanozosteria bicolor
- Melanozosteria brevitarsis
- Melanozosteria capitolina
- Melanozosteria circumducta
- Melanozosteria conjuncta
- Melanozosteria exigua
- Melanozosteria feriarum
- Melanozosteria flavofusca
- Melanozosteria handschini
- Melanozosteria hermannsburgensis
- Melanozosteria illingworthi
- Melanozosteria insulae
- Melanozosteria insularis
- Melanozosteria karnyi
- Melanozosteria kellyi
- Melanozosteria komodensis
- Melanozosteria lentiginosa
- Melanozosteria lepida
- Melanozosteria melanesiae
- Melanozosteria minima
- Melanozosteria minor
- Melanozosteria mjoebergi
- Melanozosteria montana
- Melanozosteria nigrofasciata
- Melanozosteria nitida
- Melanozosteria nitidella
- Melanozosteria obesa
- Melanozosteria obscura
- Melanozosteria popeae
- Melanozosteria pulchra
- Melanozosteria rufipes
- Melanozosteria soror
- Melanozosteria spryi
- Melanozosteria subbifasciata
- Melanozosteria subinclusa
- Melanozosteria subpellucida
- Melanozosteria tepperi
- Melanozosteria triangulata

- Melanozosteria tristylata
- Melanozosteria uncinata
- Melestora adspersipennis
- Melestora andeana
- Melestora argentina
- Melestora fusca
- Melestora fuscella
- Melestora identica
- Melestora symmetrica
- Melestora venezuelana
- Melyroidea magnifica
- Melyroidea mimetica
- Mesoblaberus intermedius
- Metanocticola christmasensis
- Methana athertonensis
- Methana caneae
- Methana convexa
- Methana curvigera
- Methana hackeri
- Methana marginalis
- Methana mjoebergi
- Methana papua
- Methana parva
- Methana sjoestedti
- Methana soror
- Microblatta uapou
- Microdina forceps
- Mimosilpha disticha
- Minablatta bipustulata
- Minablatta itapetinguensis
- Minablatta mineira
- Mioblatta fornicata
- Miopanesthia bigibbosa
- Miopanesthia deplanata
- Miopanesthia discoidalis
- Miopanesthia mjoebergi
- Miopanesthia pilosa
- Miopanesthia polita
- Miopanesthia sinica
- Miopanesthia stenotarsis
- Miostylopyga proposita
- Miothyrsocera atricollis
- Miothyrsocera castanea
- Miriamrothschildia aldabrensis
- Miriamrothschildia biplagiata
- Miriamrothschildia gardineri
- Miriamrothschildia labyrinthica
- Miriamrothschildia mahensis
- Miriamrothschildia zonata
- Miroblatta baai
- Miroblatta petrophila
- Moluchia brasiliensis
- Moluchia brevipennis
- Moluchia castanea
- Moluchia dahli
- Moluchia nana
- Moluchia strigata
- Molytria inquinata
- Molytria perplexa
- Molytria vegranda
- Monachoda burmeisteri
- Monachoda grossa
- Monachoda laticollis
- Monachoda latissima
- Monastria angulata
- Monastria biguttata
- Monastria papillosa
- Monastria similis
- Mononychoblatta semenovi
- Morphna amplipennis
- Morphna auriculata
- Morphna badia
- Morphna clypeata
- Morphna decolyi
- Morphna dotata
- Morphna humeralis
- Morphna imperatoria
- Morphna maculata
- Morphna moloch
- Morphna plana
- Morphna pustulata
- Muzoa madida
- Muzoa simplex
- Myrmeblattina longipes
- Myrmecoblatta rehni
- Myrmecoblatta wheeleri

## N
- Nahublattella aristonice
- Nahublattella ecuadorana
- Nahublattella fraterna
- Nahublattella fucata
- Nahublattella incompta
- Nahublattella laodamia
- Nahublattella livida
- Nahublattella nahua
- Namablatta bitaeniata
- Namablatta congrua
- Nauphoeta cinerea
- Nelipophygus ashleyi
- Nelipophygus banksi
- Nelipophygus cicatricosus
- Nelipophygus ramsdeni
- Neoblattella adspersicollis
- Neoblattella adusta
- Neoblattella binodosa
- Neoblattella borinquenensis
- Neoblattella carcinus
- Neoblattella carrikeri
- Neoblattella carvalhoi
- Neoblattella celeripes
- Neoblattella detersa
- Neoblattella dryas
- Neoblattella elegantula
- Neoblattella eurydice
- Neoblattella festae
- Neoblattella grossbecki
- Neoblattella guadeloupensis
- Neoblattella guanayara
- Neoblattella guianae
- Neoblattella infausta
- Neoblattella longior
- Neoblattella lucubrans
- Neoblattella maculiventris
- Neoblattella nodipennis
- Neoblattella paulista
- Neoblattella perdentata
- Neoblattella picta
- Neoblattella poecilops
- Neoblattella proserpina
- Neoblattella puerilis
- Neoblattella semota
- Neoblattella sooretamensis
- Neoblattella sucina
- Neoblattella tapenagae
- Neoblattella titania
- Neoblattella tridens
- Neoblattella unifascia
- Neoblattella vatia
- Neoblattella vomer
- Neogeoscapheus barbarae
- Neogeoscapheus dahmsi
- Neogeoscapheus hirsutus
- Neolaxta mackerrasae
- Neolaxta monteithi
- Neolaxta triangulifera
- Neoleptoblatta bitaeniata
- Neoloboptera chakrabortyi

- Neoloboptera hololampra
- Neoloboptera indica
- Neoloboptera mandelsae
- Neoloboptera reesei
- Neolobopteromorpha martinicensis
- Neorhicnoda maronensis
- Neostylopyga albofasciata
- Neostylopyga annulicornis
- Neostylopyga atrox
- Neostylopyga badia
- Neostylopyga coxalis
- Neostylopyga hova
- Neostylopyga jambusanensis
- Neostylopyga maculifrons
- Neostylopyga maindroni
- Neostylopyga michaelseni
- Neostylopyga modesta
- Neostylopyga nana
- Neostylopyga neavei
- Neostylopyga nkelei
- Neostylopyga nossibei
- Neostylopyga ornata
- Neostylopyga papuae
- Neostylopyga parallela
- Neostylopyga picea
- Neostylopyga propinqua
- Neostylopyga quadrilobata
- Neostylopyga rhombifolia
- Neostylopyga rufescens
- Neostylopyga rufimarginata
- Neostylopyga salomonis
- Neostylopyga schultzei
- Neostylopyga sexpustulata
- Neostylopyga unicolor
- Neostylopyga variabilis
- Neostylopyga vicina
- Neostylopyga voeltzkowi
- Neostylopyga weileri
- Neotemnopteryx australis
- Neotemnopteryx baylissensis
- Neotemnopteryx bifurcata
- Neotemnopteryx braesensis
- Neotemnopteryx concava
- Neotemnopteryx douglasi
- Neotemnopteryx elliptica
- Neotemnopteryx fulva
- Neotemnopteryx gloriousa
- Neotemnopteryx glossa
- Neotemnopteryx indica
- Neotemnopteryx nana
- Neotemnopteryx styliparedra
- Neotemnopteryx undarensis
- Neotemnopteryx wynnei
- Neotrogloblattella chapmani
- Nesomylacris asteria
- Nesomylacris cubensis
- Nesomylacris derelicta
- Nesomylacris fratercula
- Nesomylacris lateralis
- Nesomylacris reddelli

- Nesomylacris relica
- Nimbablatta neutra
- Nisibis amoena
- Nocticola adebratti
- Nocticola australiensis
- Nocticola babindaensis
- Nocticola bolivari
- Nocticola brooksi
- Nocticola caeca
- Nocticola clavata
- Nocticola decaryi
- Nocticola flabella
- Nocticola gerlachi
- Nocticola jodarlingtonae
- Nocticola leleupi
- Nocticola remyi
- Nocticola rohini
- Nocticola scytala
- Nocticola simoni
- Nocticola sinensis
- Nocticola termitophila
- Nocticola uenoi
- Nocticola wliensis
- Nondewittea globulifera
- Notolampra antillarum
- Notolampra gibba
- Notolampra punctata
- Nyctibora acaciana
- Nyctibora albuquerquei
- Nyctibora azteca
- Nyctibora bicolor
- Nyctibora bohlsi
- Nyctibora borellii
- Nyctibora brunnea
- Nyctibora confusa
- Nyctibora dichropoda
- Nyctibora fictor
- Nyctibora glabra
- Nyctibora gurneyi
- Nyctibora humeralis
- Nyctibora intermedia
- Nyctibora laevigata
- Nyctibora latipennis
- Nyctibora lutzi
- Nyctibora mexicana
- Nyctibora neoglabra
- Nyctibora noctivaga
- Nyctibora obscura
- Nyctibora princisi
- Nyctibora sericea
- Nyctibora sinop
- Nyctibora stygia
- Nyctibora tenebrosa
- Nyctibora tetrasticta
- Nyctibora truncata
- Nyctibora tupi
- Nymphodromia miranda
- Nymphrytria mirabilis

## O
- Onycholobus ectobioides
- Onycholobus fuscus
- Onycholobus maculicoxis
- Onycholobus ovatus
- Onycholobus sjoestedti
- Onycholobus tigrinus
- Operculea crassiceps
- Opisthoplatia beybienkoi

- Opisthoplatia orientalis
- Orchidoeca peruvia
- Ornatiblatta maori
- Oulopteryx dascilloides
- Oulopteryx meliponarum
- Oxycercus peruvianus
- Oxyhaloa buprestoides
- Oxyhaloa conia

- Oxyhaloa deusta
- Oxyhaloa ferreti
- Oxyhaloa kitensis
- Oxyhaloa lukjanovi
- Oxyhaloa minima
- Oxyhaloa minor
- Oxyhaloa nilotica
- Oxyhaloa perspicua

## P
- Pachnepteryx pallidicollis
- Pachnepteryx pruinosa
- Pachnepteryx signaticollis
- Pachnepteryx ventralis
- Pallidionicus freycinetiae
- Pallidionicus pallidipennis
- Pallidionicus pandanorum
- Pallidionicus paniensis
- Pallidionicus punctulata
- Pallidionicus sarasini
- Panchlora acolhua
- Panchlora alcarazzas
- Panchlora aurora
- Panchlora azteca
- Panchlora bidentula
- Panchlora cahita
- Panchlora camerunensis
- Panchlora carioca
- Panchlora colombiae
- Panchlora cribrosa
- Panchlora dumicola
- Panchlora erronea
- Panchlora exoleta
- Panchlora festae
- Panchlora fraterna
- Panchlora gracilis
- Panchlora hebardi
- Panchlora heterocercata
- Panchlora irrorata
- Panchlora isoldae
- Panchlora itabirae
- Panchlora lancadon
- Panchlora latipennis
- Panchlora maracaensis
- Panchlora mexicana
- Panchlora minor
- Panchlora montezuma
- Panchlora moxa
- Panchlora najas
- Panchlora nigricornis
- Panchlora nigriventris
- Panchlora nivea - Groene banaankakkerlak
- Panchlora panchlora
- Panchlora peruana
- Panchlora petropolitana
- Panchlora prasina
- Panchlora pulchella
- Panchlora quadripunctata
- Panchlora regalis
- Panchlora sagax
- Panchlora serrana
- Panchlora stanleyana
- Panchlora stolata
- Panchlora thalassina
- Panchlora tolteca
- Panchlora translucida
- Panchlora viridis
- Panchlora vosseleri
- Panchlora zendala
- Panesthia ancaudellioides
- Panesthia angustipennis
- Panesthia antennata
- Panesthia asahinai
- Panesthia australis
- Panesthia bilobata
- Panesthia birmanica
- Panesthia bougainvillensis
- Panesthia celebica
- Panesthia concinna
- Panesthia cribrata
- Panesthia cyclopensis
- Panesthia flavipennis
- Panesthia guangxiensis
- Panesthia gurneyi
- Panesthia heurni
- Panesthia karimuiensis
- Panesthia larvata
- Panesthia lata
- Panesthia lucanoides
- Panesthia luteoalata
- Panesthia matthewsi
- Panesthia mearnsi
- Panesthia missimensis
- Panesthia modiglianii
- Panesthia monstruosa
- Panesthia morosa
- Panesthia morsus
- Panesthia necrophoroides
- Panesthia obscura
- Panesthia obtusa
- Panesthia ornata
- Panesthia papuensis
- Panesthia paramonstruosa
- Panesthia parva
- Panesthia plagiata
- Panesthia puncticollis
- Panesthia pygmaea
- Panesthia quadriporosa
- Panesthia quinquedentata
- Panesthia regalis
- Panesthia rufipennis
- Panesthia saussurei
- Panesthia sedlaceki
- Panesthia serrata
- Panesthia shelfordi
- Panesthia sinuata
- Panesthia sloanei
- Panesthia stellata
- Panesthia strelkovi
- Panesthia tepperi
- Panesthia toxopeusi
- Panesthia transversa
- Panesthia triangulifera
- Panesthia tryoni
- Panesthia urbani
- Panesthia wallacei
- Paradicta minima
- Paradicta rotunda
- Parahormetica bilobata
- Parahormetica cicatricosa
- Parahormetica hylaeceps
- Parahormetica monticollis
- Parahormetica punctata
- Paralatindia azteca
- Paralatindia mancella
- Paralatindia obscura
- Paralatindia peruviana
- Paraloboptera unicolor
- Paramuzoa alsopi
- Paramuzoa linearis
- Paramuzoa luteoantenata
- Paramuzoa rufa
- Paranauphoeta adjuncta
- Paranauphoeta affinis
- Paranauphoeta basalis
- Paranauphoeta brunneri
- Paranauphoeta circumdata
- Paranauphoeta discoidalis
- Paranauphoeta formosana
- Paranauphoeta indica
- Paranauphoeta javanica
- Paranauphoeta limbata
- Paranauphoeta lyrata
- Paranauphoeta nigra
- Paranauphoeta philippinica
- Paranauphoeta rufipes
- Paranauphoeta vicina
- Paranocticola cubana
- Paranocticola venezuelana
- Parapanesthia giganteus
- Parapanesthia pearsoni
- Paraplecta latiusmarginata
- Paraplecta minuta
- Paraplecta minutissima
- Paraplecta pallipes
- Paraplecta parva
- Paraprincisaria malagassa
- Parascalida fusca
- Parasigmoidella alperti
- Parasigmoidella armstrongi
- Parasigmoidella asymmetrica
- Parasigmoidella atypicalis
- Parasigmoidella badenae
- Parasigmoidella bakeri
- Parasigmoidella beccarii
- Parasigmoidella bifasciata
- Parasigmoidella boettcheri
- Parasigmoidella carnesae
- Parasigmoidella cleonae
- Parasigmoidella debilis
- Parasigmoidella freemanorum
- Parasigmoidella ganchrorum
- Parasigmoidella grootaerti
- Parasigmoidella hoffmanorum
- Parasigmoidella hubeni
- Parasigmoidella inconspicua
- Parasigmoidella karubakana
- Parasigmoidella kebara
- Parasigmoidella langevani
- Parasigmoidella lansburyi
- Parasigmoidella leotalkovi
- Parasigmoidella levii
- Parasigmoidella lobifera
- Parasigmoidella marginalis
- Parasigmoidella mayriverana
- Parasigmoidella milleri
- Parasigmoidella plevorum
- Parasigmoidella propekebara
- Parasigmoidella reticulata
- Parasigmoidella spinifera
- Parasigmoidella stylisimila
- Parasigmoidella tostii
- Parasigmoidella turneri
- Parasigmoidella vogelkopensis
- Parasigmoidella youngi
- Parasphaeria boleiriana
- Parasphaeria castanea
- Parasphaeria ovata
- Paratemnopteryx atra
- Paratemnopteryx australis
- Paratemnopteryx blattoides
- Paratemnopteryx broomehillensis
- Paratemnopteryx centralensis
- Paratemnopteryx couloniana
- Paratemnopteryx glauerti
- Paratemnopteryx howarthi
- Paratemnopteryx kookabinnensis
- Paratemnopteryx rosensis
- Paratemnopteryx rufa
- Paratemnopteryx stonei
- Paratemnopteryx suffuscula
- Paratemnopteryx weinsteini
- Paratropes aequatorialis
- Paratropes bilunata
- Paratropes biolleyi
- Paratropes elegans
- Paratropes heydeniana
- Paratropes lateralis
- Paratropes lycoides
- Paratropes metae
- Paratropes mexicana
- Paratropes otunensis
- Paratropes pensa
- Paratropes phalerata
- Paratropes seabrai
- Parcoblatta americana
- Parcoblatta bolliana
- Parcoblatta caudelli
- Parcoblatta desertae
- Parcoblatta divisa
- Parcoblatta fulvescens
- Parcoblatta lata
- Parcoblatta notha
- Parcoblatta pennsylvanica
- Parcoblatta uhleriana
- Parcoblatta virginica
- Parcoblatta zebra
- Parectoneura bivittata
- Parellipsidion inaculeatum
- Parellipsidion latipenne
- Parellipsidion pachycercum
- Pelloblatta lata
- Pelloblatta reyesi
- Pellucidonicus epilamproides
- Pelmatosilpha alaris
- Pelmatosilpha convexa
- Pelmatosilpha coriacea
- Pelmatosilpha cothurnata
- Pelmatosilpha erythrocephala
- Pelmatosilpha guianae
- Pelmatosilpha inaudita
- Pelmatosilpha kevani
- Pelmatosilpha larifuga
- Pelmatosilpha lata
- Pelmatosilpha lenti
- Pelmatosilpha macu
- Pelmatosilpha marginalis
- Pelmatosilpha micra
- Pelmatosilpha miranha
- Pelmatosilpha occidentalis
- Pelmatosilpha praestans
- Pelmatosilpha princisi
- Pelmatosilpha purpurascens
- Pelmatosilpha rotundata
- Pelmatosilpha sinhalensis
- Pelmatosilpha subalata
- Pelmatosilpha vagabunda
- Pelmatosilpha villana
- Periplaneta aboriginea
- Periplaneta affinis
- Periplaneta americana - Amerikaanse kakkerlak
- Periplaneta atemeleta
- Periplaneta atrata
- Periplaneta atricollis
- Periplaneta australasiae - Australische kakkerlak
- Periplaneta australis
- Periplaneta banksi
- Periplaneta basedowi
- Periplaneta benzoni
- Periplaneta bicolor
- Periplaneta blattoides
- Periplaneta brunnea - Bruine kakkerlak
- Periplaneta capeneri
- Periplaneta caudata
- Periplaneta ceylonica
- Periplaneta constricta
- Periplaneta cylindrica

- Periplaneta diamesa
- Periplaneta ebneri
- Periplaneta elegans
- Periplaneta ferreirae
- Periplaneta fictor
- Periplaneta floweri
- Periplaneta formosana
- Periplaneta fuliginosa
- Periplaneta fulva
- Periplaneta indica
- Periplaneta japanna
- Periplaneta japonica
- Periplaneta lata
- Periplaneta lebedinskii
- Periplaneta liui
- Periplaneta malaica
- Periplaneta media
- Periplaneta methanoides
- Periplaneta nigra
- Periplaneta nitida
- Periplaneta panfilovi
- Periplaneta quadrinotata
- Periplaneta regina
- Periplaneta robusta
- Periplaneta savignyi
- Periplaneta semenovi
- Periplaneta spinosostylata
- Periplaneta stygia
- Periplaneta sublobata
- Periplaneta suzukii
- Periplaneta svenhedini
- Periplaneta valida
- Periplaneta vosseleri
- Perisphaeria aspera
- Perisphaeria basuto
- Perisphaeria bicolor
- Perisphaeria carlgreni
- Perisphaeria guillarmodi
- Perisphaeria hancocki
- Perisphaeria hirta
- Perisphaeria hirtula
- Perisphaeria micans
- Perisphaeria mucronata
- Perisphaeria nodosa
- Perisphaeria peringueyi
- Perisphaeria pilifera
- Perisphaeria pilosa
- Perisphaeria rudebecki
- Perisphaeria ruficornis
- Perisphaeria saussurei
- Perisphaeria saxicola
- Perisphaeria scabra
- Perisphaeria scabrella
- Perisphaeria stylifera
- Perisphaeria substylifera
- Perisphaeria verrucosa
- Perisphaeria virescens
- Perisphaerus aeneus
- Perisphaerus altus
- Perisphaerus armadillo
- Perisphaerus aterrimus
- Perisphaerus brunneri
- Perisphaerus contiguus
- Perisphaerus cotesianus
- Perisphaerus flavicornis
- Perisphaerus flavipes
- Perisphaerus flexicollis
- Perisphaerus glomeriformis
- Perisphaerus inaequalis
- Perisphaerus multipunctatus
- Perisphaerus pubescens
- Perisphaerus punctatus
- Perisphaerus rubescens
- Perisphaerus semilunatus
- Petasodes dominicana
- Petasodes moufeti
- Petasodes reflexa
- Phenacisma peltata
- Phenacisma semialata
- Phidon araucanus
- Phidon bullocki
- Phidon dubius
- Phidon reticularis
- Phlebonotus anomalus
- Phlebonotus pallens
- Phoetalia circumvagans
- Phoetalia pallida
- Pholadoblatta inusitata
- Pholeosilpha cavicola
- Phoraspis atomaria
- Phoraspis blanchardi
- Phoraspis brachytaenia
- Phoraspis cassidea
- Phoraspis convexa
- Phoraspis fastuosa
- Phoraspis flavipes
- Phoraspis leucogramma
- Phoraspis luteola
- Phoraspis modesta
- Phoraspis nigra
- Phoraspis pantherina
- Phoraspis pellucens
- Phoraspis picta
- Phorticolea boliviae
- Phorticolea testacea
- Phortioeca andeana
- Phortioeca apolinari
- Phortioeca maximiliani
- Phortioeca nimbata
- Phortioeca peruana
- Phortioeca phoraspoides
- Phortioeca verrucosa
- Phortioecoides guarani
- Phyllodromica acarinata
- Phyllodromica acuminata
- Phyllodromica adelungi
- Phyllodromica adspersa
- Phyllodromica adusta
- Phyllodromica agenjoi
- Phyllodromica algerica
- Phyllodromica amedegnatoi
- Phyllodromica andorrana
- Phyllodromica asiatica
- Phyllodromica atlantica
- Phyllodromica baetica
- Phyllodromica barbata
- Phyllodromica beybienkoi
- Phyllodromica bicolor
- Phyllodromica bolivari
- Phyllodromica bolivariana
- Phyllodromica brevipennis
- Phyllodromica brevisacculata
- Phyllodromica brullei
- Phyllodromica carniolica
- Phyllodromica carpetana
- Phyllodromica cazurroi
- Phyllodromica chladeki
- Phyllodromica chopardi
- Phyllodromica cincticollis
- Phyllodromica clavisacculata
- Phyllodromica coniformis
- Phyllodromica crassirostris
- Phyllodromica cretensis
- Phyllodromica curtipennis
- Phyllodromica delospuertos
- Phyllodromica dobsiki
- Phyllodromica donskoffi
- Phyllodromica erythrura
- Phyllodromica euxina
- Phyllodromica fernandesiana
- Phyllodromica galilaeana
- Phyllodromica globososacculata
- Phyllodromica graeca
- Phyllodromica harzi
- Phyllodromica hungarica
- Phyllodromica integra
- Phyllodromica intermedia
- Phyllodromica irinae
- Phyllodromica isolata
- Phyllodromica janeri
- Phyllodromica javalambrensis
- Phyllodromica kiritshenkoi
- Phyllodromica krausei
- Phyllodromica laticarinata
- Phyllodromica lativittata
- Phyllodromica lindbergi
- Phyllodromica llorenteae
- Phyllodromica maculata
- Phyllodromica maculosa
- Phyllodromica maghrebina
- Phyllodromica marginata
- Phyllodromica megerlei
- Phyllodromica merrakescha
- Phyllodromica montana
- Phyllodromica moralesi
- Phyllodromica nadigi
- Phyllodromica nigriventris
- Phyllodromica notabilis
- Phyllodromica nuragica
- Phyllodromica opaca
- Phyllodromica pallida
- Phyllodromica pallidula
- Phyllodromica paludicola
- Phyllodromica panteli
- Phyllodromica pavani
- Phyllodromica persa
- Phyllodromica polita
- Phyllodromica porosa
- Phyllodromica princisi
- Phyllodromica pulcherrima
- Phyllodromica pygmaea
- Phyllodromica quadrivittata
- Phyllodromica retowskii
- Phyllodromica rhomboidea
- Phyllodromica riparia
- Phyllodromica sacarraoi
- Phyllodromica sardea
- Phyllodromica schelkovnikovi
- Phyllodromica septentrionalis
- Phyllodromica striolata
- Phyllodromica subaptera
- Phyllodromica sulcata
- Phyllodromica tarbinskyi
- Phyllodromica tartara
- Phyllodromica tenebricosa
- Phyllodromica tenuirostris
- Phyllodromica theryi
- Phyllodromica transylvanica
- Phyllodromica trivittata
- Phyllodromica turanica
- Phyllodromica tyrrhenica
- Phyllodromica vicina
- Phyllodromica vignai
- Phyllodromica virgulata
- Phyllodromica znojkoi
- Phymatosilpha cordofana
- Pilema clypeata
- Pilema cribrosa
- Pilema dentata
- Pilema dubia
- Pilema fornicata
- Pilema fusca
- Pilema hebetata
- Pilema mombasae
- Pilema reflexa
- Pilema rimator
- Pilema serpae
- Pilema subdentata
- Pilema thoracica
- Pinaconota bifasciata
- Pinaconota castroi
- Pinaconota inaequalis
- Pinaconota montana
- Piroblatta alluaudi
- Piroblatta bicoloripes
- Piroblatta bouvieri
- Placoblatta rugosa
- Platysilpha gigantea
- Platysilpha murina
- Platysilpha whellani
- Platyzosteria ainsliensis
- Platyzosteria albomarginata
- Platyzosteria albopilosa
- Platyzosteria alternans
- Platyzosteria analis
- Platyzosteria anceps
- Platyzosteria armata
- Platyzosteria aterrima
- Platyzosteria atra
- Platyzosteria atrata
- Platyzosteria avocaensis
- Platyzosteria babindae
- Platyzosteria balteata
- Platyzosteria bifida
- Platyzosteria biglumis
- Platyzosteria biloba
- Platyzosteria brigitae
- Platyzosteria brunnea
- Platyzosteria carpentariensis
- Platyzosteria castanea
- Platyzosteria ceratodi
- Platyzosteria cingulata
- Platyzosteria consobrina
- Platyzosteria coolgardiensis
- Platyzosteria coxalis
- Platyzosteria curiosa
- Platyzosteria denini
- Platyzosteria denticulata
- Platyzosteria fallax
- Platyzosteria ferox
- Platyzosteria fulva
- Platyzosteria gisleni
- Platyzosteria glabra
- Platyzosteria grandis
- Platyzosteria hartmeyeri
- Platyzosteria incurva
- Platyzosteria jungi
- Platyzosteria latissima
- Platyzosteria liturata
- Platyzosteria marginalis
- Platyzosteria melanaria
- Platyzosteria melanosa
- Platyzosteria morosa
- Platyzosteria obscuripes
- Platyzosteria occidentalis
- Platyzosteria parva
- Platyzosteria perplexa

- Platyzosteria picea
- Platyzosteria polita
- Platyzosteria prima
- Platyzosteria provisionalis
- Platyzosteria pseudatrata
- Platyzosteria pseudocastanea
- Platyzosteria pullata
- Platyzosteria punctata
- Platyzosteria ruficeps
- Platyzosteria rufofusca
- Platyzosteria rufoscabra
- Platyzosteria rufoterminata
- Platyzosteria rugosa
- Platyzosteria scabra
- Platyzosteria scabrella
- Platyzosteria scabrosa
- Platyzosteria sexguttata
- Platyzosteria shelfordi
- Platyzosteria similis
- Platyzosteria spatiosa
- Platyzosteria spenceri
- Platyzosteria stirlingensis
- Platyzosteria stradbrokensis
- Platyzosteria subaquila
- Platyzosteria subarmata
- Platyzosteria submorosa
- Platyzosteria tenuis
- Platyzosteria tibialis
- Platyzosteria tricaudata
- Platyzosteria variolosa
- Plectoptera althenae
- Plectoptera circumcincta
- Plectoptera circumdata
- Plectoptera dominicae
- Plectoptera dorsalis
- Plectoptera hastifera
- Plectoptera huascaray
- Plectoptera infulata
- Plectoptera insularis
- Plectoptera lacerna
- Plectoptera martinicae
- Plectoptera montana
- Plectoptera palustris
- Plectoptera perscita
- Plectoptera picta
- Plectoptera poeyi
- Plectoptera porcellana
- Plectoptera pulicaria
- Plectoptera pygmaea
- Plectoptera reflexa
- Plectoptera rhabdota
- Plectoptera subporcellana
- Plectoptera vermiculata
- Poeciloblatta angusta
- Poeciloderrhis agathina
- Poeciloderrhis basistriga
- Poeciloderrhis bicolorata
- Poeciloderrhis boraceiana
- Poeciloderrhis cribrosa
- Poeciloderrhis fallax
- Poeciloderrhis imperialis
- Poeciloderrhis paulistensis
- Poeciloderrhis proxima
- Poeciloderrhis verticalis
- Polyphaga aegyptiaca
- Polyphaga indica
- Polyphaga obscura
- Polyphaga plancyi
- Polyphaga saussurei
- Polyphagina algerica
- Polyphagoides cantrelli
- Polyzosteria aenea
- Polyzosteria australica
- Polyzosteria cuprea
- Polyzosteria flavomaculosa
- Polyzosteria fulgens
- Polyzosteria invisa
- Polyzosteria limbata
- Polyzosteria magna
- Polyzosteria obscuroviridis
- Polyzosteria oculata
- Polyzosteria pubescens
- Polyzosteria pulchra
- Polyzosteria rouxi
- Polyzosteria terrosa
- Polyzosteria viridissima
- Princisaria carvalhoi
- Princisaria curta
- Princisaria ugandana
- Princisia vanwaerebeki
- Princisola guttifera
- Princisola pulchra
- Progonogamia hebardi
- Progonogamia rehni
- Pronauphoeta adusta
- Pronauphoeta nigra
- Pronauphoeta smaragdina
- Pronauphoeta viridula
- Proscratea complanata
- Proscratea funebris
- Proscratea peruana
- Prosoplecta bipunctata
- Prosoplecta coccinella
- Prosoplecta coccinelloides
- Prosoplecta coelophoroides
- Prosoplecta dexteralleni
- Prosoplecta fieberi
- Prosoplecta gutticollis
- Prosoplecta jacobsoni
- Prosoplecta ligata
- Prosoplecta mimas
- Prosoplecta nigra
- Prosoplecta nigroplagiata
- Prosoplecta quadriplagiata
- Prosoplecta semperi
- Prosoplecta sexpunctata
- Prosoplecta signata
- Prosoplecta sumatrana
- Prosoplecta trifaria
- Prosoplecta uniformis
- Protagonista lugubris
- Pseudectobia luneli
- Pseudectoneura kaltenbachi
- Pseudischnoptera lineata
- Pseudischnoptera nigrofasciata
- Pseudischnoptera rhabdota
- Pseudoanaplectinia yumotoi
- Pseudobalta cinctella
- Pseudobalta pusilla
- Pseudobalta queenslandica
- Pseudocalolampra inexpectata
- Pseudocalolampra pardalina
- Pseudocalolampra pilosa
- Pseudoceratinoptera marginalis
- Pseudoceratinoptera marginata
- Pseudoderopeltis abbreviata
- Pseudoderopeltis adelungi
- Pseudoderopeltis aethiopica
- Pseudoderopeltis albilatera
- Pseudoderopeltis anthracina
- Pseudoderopeltis areolata
- Pseudoderopeltis bicolor
- Pseudoderopeltis bimaculata
- Pseudoderopeltis brevicollis
- Pseudoderopeltis brunneriana
- Pseudoderopeltis caffra
- Pseudoderopeltis conspersipennis
- Pseudoderopeltis diluta
- Pseudoderopeltis dimidiata
- Pseudoderopeltis discrepans
- Pseudoderopeltis dispar
- Pseudoderopeltis flavescens
- Pseudoderopeltis foveolata
- Pseudoderopeltis fulvornata
- Pseudoderopeltis gaerdesi
- Pseudoderopeltis gildessa
- Pseudoderopeltis granulifera
- Pseudoderopeltis guttata
- Pseudoderopeltis homoeogamia
- Pseudoderopeltis inermis
- Pseudoderopeltis jeanneli
- Pseudoderopeltis juncea
- Pseudoderopeltis lepineyi
- Pseudoderopeltis megaloptera
- Pseudoderopeltis microthorax
- Pseudoderopeltis montana
- Pseudoderopeltis morosa
- Pseudoderopeltis neavei
- Pseudoderopeltis orba
- Pseudoderopeltis petrophila
- Pseudoderopeltis prorsa
- Pseudoderopeltis rothschildi
- Pseudoderopeltis ruandensis
- Pseudoderopeltis saussurei
- Pseudoderopeltis simulans
- Pseudoderopeltis spectabilis
- Pseudoderopeltis termitoides
- Pseudoderopeltis transvaalensis
- Pseudoderopeltis unicolor
- Pseudoderopeltis versicolor
- Pseudoglomeris glomeris
- Pseudoglomeris terranea
- Pseudogyna intermedia
- Pseudolampra ornata
- Pseudolampra punctata
- Pseudolampra rothei
- Pseudolampra venusta
- Pseudomops affinis
- Pseudomops albostriatus
- Pseudomops americanus
- Pseudomops angustus
- Pseudomops annulicornis
- Pseudomops aurantiacus
- Pseudomops bicolor
- Pseudomops boliviensis
- Pseudomops boyacae
- Pseudomops brunneri
- Pseudomops burri
- Pseudomops cinctus
- Pseudomops crinicornis
- Pseudomops decepturus
- Pseudomops dimidiatus
- Pseudomops discicollis
- Pseudomops femoralis
- Pseudomops flavipes
- Pseudomops fluminensis
- Pseudomops gloriosus
- Pseudomops gratus
- Pseudomops guerinianus
- Pseudomops hirticornis
- Pseudomops inclusus
- Pseudomops interceptus
- Pseudomops luctuosus
- Pseudomops magnifica
- Pseudomops magnus
- Pseudomops melanus
- Pseudomops mimicus
- Pseudomops neglectus
- Pseudomops nigrimaculis
- Pseudomops oblongatus
- Pseudomops obscurus
- Pseudomops petropolitanus
- Pseudomops piceus
- Pseudomops praeclarus
- Pseudomops puiggarii
- Pseudomops pyronotum
- Pseudomops rufescens
- Pseudomops septentrionalis
- Pseudomops simulans
- Pseudomops tristiculus
- Pseudomops zonatus
- Pseudophoraspis argillacea
- Pseudophoraspis buonluoiensis
- Pseudophoraspis congrua
- Pseudophoraspis doroshenkoi
- Pseudophoraspis fruhstorferi
- Pseudophoraspis gorochovi
- Pseudophoraspis grigorenkoi
- Pseudophoraspis kabakovi
- Pseudophoraspis lacrimans
- Pseudophoraspis marginata
- Pseudophoraspis nebulosa
- Pseudophoraspis testudinaria
- Pseudophoraspis tramlapensis
- Pseudophoraspis truncatulus
- Pseudophoraspis uniformis
- Pseudophyllodromia aronsoni
- Pseudophyllodromia lata
- Pseudophyllodromia laticaput
- Pseudophyllodromia laticeps
- Pseudophyllodromia mentawiensis
- Pseudophyllodromia ornata
- Pseudophyllodromia poiensis
- Pseudophyllodromia simalurensis
- Pseudoplatia atra
- Pseudosigmella cruralis
- Pseudosigmella spinosostylata
- Pseudosymploce elongata
- Pseudosymploce excisa
- Pseudosymploce personata
- Pseudosymploce schistopyga
- Pseudothyrsocera fulva
- Pseudothyrsocera henrici
- Pseudothyrsocera lugubris
- Pseudothyrsocera montana
- Pseudothyrsocera perkinsi
- Pseudothyrsocera rectangularitervittata
- Pseudothyrsocera scutigera
- Pseudothyrsocera signata
- Pseudothyrsocera sinensis
- Pseudothyrsocera xanthopila
- Punctulonicus crassus
- Pycnoscelus aurantia
- Pycnoscelus conferta
- Pycnoscelus femapterus
- Pycnoscelus gorochovi
- Pycnoscelus indicus
- Pycnoscelus janetscheki
- Pycnoscelus microptera
- Pycnoscelus nigra
- Pycnoscelus rothi
- Pycnoscelus semivitreus
- Pycnoscelus striata
- Pycnoscelus surinamensis - Surinaamse kakkerlak
- Pycnoscelus tenebrigera
- Pycnoscelus vietnamensis

## R
- Rhabdoblatta abdominalis
- Rhabdoblatta adjacens
- Rhabdoblatta albina
- Rhabdoblatta alligata
- Rhabdoblatta annamensis
- Rhabdoblatta annandalei
- Rhabdoblatta anntecedens
- Rhabdoblatta asymmetrica
- Rhabdoblatta atra
- Rhabdoblatta bazyluki
- Rhabdoblatta belokobylskii
- Rhabdoblatta beybienkoi
- Rhabdoblatta bielawskii
- Rhabdoblatta birmanica
- Rhabdoblatta buonluoiensis
- Rhabdoblatta camerunensis
- Rhabdoblatta catori
- Rhabdoblatta chromatica
- Rhabdoblatta cincta
- Rhabdoblatta circumdata
- Rhabdoblatta communis
- Rhabdoblatta curta
- Rhabdoblatta darevskii
- Rhabdoblatta decorata
- Rhabdoblatta deflexa
- Rhabdoblatta denticuligera
- Rhabdoblatta dilatata
- Rhabdoblatta doleschali
- Rhabdoblatta dytiscoides
- Rhabdoblatta elegans
- Rhabdoblatta erubescens
- Rhabdoblatta everetti
- Rhabdoblatta excellens
- Rhabdoblatta excelsa
- Rhabdoblatta eximia
- Rhabdoblatta exotica
- Rhabdoblatta extrema
- Rhabdoblatta ferruginosa
- Rhabdoblatta flavomarginata
- Rhabdoblatta formosana
- Rhabdoblatta geminata
- Rhabdoblatta gialaiensis
- Rhabdoblatta gjellerupi
- Rhabdoblatta goliath
- Rhabdoblatta gorochovi
- Rhabdoblatta guttigera
- Rhabdoblatta humeralis
- Rhabdoblatta hybrida
- Rhabdoblatta imitans
- Rhabdoblatta imperatrix
- Rhabdoblatta incisa
- Rhabdoblatta inclarata
- Rhabdoblatta inconspicua
- Rhabdoblatta insueta
- Rhabdoblatta intermedia
- Rhabdoblatta javanica
- Rhabdoblatta kabakovi
- Rhabdoblatta karnyi
- Rhabdoblatta keraudreni
- Rhabdoblatta klossi
- Rhabdoblatta kryzhanovskii
- Rhabdoblatta laevicollis
- Rhabdoblatta limbata
- Rhabdoblatta lineaticollis
- Rhabdoblatta lugubrina
- Rhabdoblatta luteola
- Rhabdoblatta lutosa
- Rhabdoblatta luzonica

- Rhabdoblatta lyncea
- Rhabdoblatta malagassa
- Rhabdoblatta malcolmsmithi
- Rhabdoblatta marginata
- Rhabdoblatta marmorata
- Rhabdoblatta mascifera
- Rhabdoblatta melanosoma
- Rhabdoblatta mentawiensis
- Rhabdoblatta mentiens
- Rhabdoblatta meticulosa
- Rhabdoblatta modica
- Rhabdoblatta modiglianii
- Rhabdoblatta monochroma
- Rhabdoblatta monticola
- Rhabdoblatta nigrovittata
- Rhabdoblatta obtecta
- Rhabdoblatta ocellata
- Rhabdoblatta omei
- Rhabdoblatta orlovi
- Rhabdoblatta pallescens
- Rhabdoblatta pallida
- Rhabdoblatta pandens
- Rhabdoblatta papua
- Rhabdoblatta paravicinii
- Rhabdoblatta parva
- Rhabdoblatta parvula
- Rhabdoblatta pectinata
- Rhabdoblatta pedisequa
- Rhabdoblatta pendleburyi
- Rhabdoblatta perplexa
- Rhabdoblatta pisarskii
- Rhabdoblatta plebeja
- Rhabdoblatta plena
- Rhabdoblatta pluriramosa
- Rhabdoblatta pondokensis
- Rhabdoblatta procera
- Rhabdoblatta proximata
- Rhabdoblatta puncticollis
- Rhabdoblatta puncticulosa
- Rhabdoblatta punctipennis
- Rhabdoblatta punctuata
- Rhabdoblatta punctulata
- Rhabdoblatta punkiko
- Rhabdoblatta pustulata
- Rhabdoblatta quadrinotata
- Rhabdoblatta rattanakiriensis
- Rhabdoblatta regina
- Rhabdoblatta ridleyi
- Rhabdoblatta rustica
- Rhabdoblatta saravacensis
- Rhabdoblatta segregata
- Rhabdoblatta simlansis
- Rhabdoblatta simulans
- Rhabdoblatta sinensis
- Rhabdoblatta sinuata
- Rhabdoblatta speciosa
- Rhabdoblatta stipata
- Rhabdoblatta structilis
- Rhabdoblatta sublurida
- Rhabdoblatta subsparsa
- Rhabdoblatta subvittata
- Rhabdoblatta takahashii
- Rhabdoblatta takarana
- Rhabdoblatta tamdaoensis
- Rhabdoblatta terranea
- Rhabdoblatta trilobata
- Rhabdoblatta trongana
- Rhabdoblatta truncata

- Rhabdoblatta unicolor
- Rhabdoblatta usambarensis
- Rhabdoblatta varia
- Rhabdoblatta vasta
- Rhabdoblatta vietica
- Rhabdoblatta vittata
- Rhabdoblatta wittei
- Rhabdoblatta xiai
- Rhabdoblatta yayeyamana
- Rhabdoblattella cambodiensis
- Rhabdoblattella delicata
- Rhabdoblattella vietnamensis
- Rhicnoda desidiosa
- Rhicnoda natatrix
- Rhicnoda rugosa
- Rhicnoda spinulosa
- Rhyparobia capelloi
- Rhyparobia congica
- Rhyparobia grandis
- Rhyparobia maderae
- Rhyparobia puerilis
- Rhyparobia pustulata
- Rhyparobia thoracica
- Rhytidometopum albomarginatum
- Rhytidometopum dissimile
- Rhytidometopum megalopterum
- Riatia bahiana
- Riatia bipunctulata
- Riatia brasiliensis
- Riatia chrysoptera
- Riatia distincta
- Riatia flabellata
- Riatia fulgida
- Riatia hebardi
- Riatia lineata
- Riatia orientis
- Riatia pallicornis
- Riatia petropolitana
- Riatia singularis
- Riatia sodalis
- Riatia splendens
- Riatia stylata
- Riatia tucuruiense
- Riatia variegata
- Riatia venezuelana
- Riatia vulgaris
- Riatia zendala
- Robshelfordia anastomosa
- Robshelfordia baldersoni
- Robshelfordia biramustyla
- Robshelfordia circumducta
- Robshelfordia commoni
- Robshelfordia dingoensis
- Robshelfordia fraserensis
- Robshelfordia hartmani
- Robshelfordia longiuscula
- Robshelfordia palumensis
- Robshelfordia paracircumducta
- Robshelfordia simplex
- Robshelfordia spinula
- Rothisilpha bouleti
- Rothisilpha latreilleae
- Rothisilpha najtae
- Rudebeckia natalensis
- Rudebeckia ovambo
- Rudebeckia zulu

## S
- Salganea aequaliterspinosa
- Salganea aperturifera
- Salganea biglumis
- Salganea cavagnaroi
- Salganea coheni
- Salganea conica
- Salganea doesburgi
- Salganea duffelsi
- Salganea erythronota
- Salganea esakii
- Salganea evansi
- Salganea foveolata
- Salganea fruhstorferi
- Salganea gressitti
- Salganea guentheri
- Salganea hebardi
- Salganea humeralis
- Salganea inaequaliterspinosa
- Salganea incerta
- Salganea indica
- Salganea kodaikanalensis
- Salganea lunifera
- Salganea mandelsi
- Salganea matsumotoi
- Salganea morio
- Salganea nalepae
- Salganea nigrita
- Salganea obtusespinosa
- Salganea ovalis
- Salganea papua
- Salganea passaloides
- Salganea perssoni
- Salganea princisi
- Salganea raggei
- Salganea rectangularis
- Salganea rehni
- Salganea rentzi
- Salganea rossi
- Salganea rufipes
- Salganea shelfordi
- Salganea sutteri
- Salganea taiwanensis
- Salganea taylori
- Salganea ternatensis
- Salganea triangulifera
- Salganea wrayi
- Saltoblatella montistabularis[2]
- Scabina antipoda
- Scabinopsis yunnanea
- Scalida bazyluki
- Scalida brunnea
- Scalida latiusvittata
- Scalida simplex
- Scalida spinosolobata
- Schistopeltis lizeri
- Schistopeltis peculiaris
- Schizopilia fissicollis
- Schizopilia neblinensis
- Schultesia lampyridiformis
- Schultesia nitor
- Sciablatta agrestis
- Sciablatta ega
- Sciablatta galibi
- Sciablatta mamatoco
- Sciablatta poecila
- Sciablatta varicornis
- Shelfordella arabica
- Shelfordella lateralis
- Shelfordella monochroma
- Shelfordina angustior
- Shelfordina cooki
- Shelfordina daulopassana
- Shelfordina digitata
- Shelfordina flavomarginata
- Shelfordina fuscocastanea
- Shelfordina hispidensata
- Shelfordina isomorpha
- Shelfordina lata
- Shelfordina latimarginata
- Shelfordina longealata
- Shelfordina minor
- Shelfordina orchidae
- Shelfordina panamae
- Shelfordina philippinensis
- Shelfordina robertsi
- Shelfordina sequens
- Shelfordina spinistylifera
- Shelfordina sumatrensis
- Shelfordina terminalis
- Shelfordina tozerensis
- Shelfordina uniformis
- Shelfordina wailimensis
- Shelfordina warisana

- Shelfordina yeatesi
- Sibylloblatta panesthoides
- Sigmella achterbergi
- Sigmella adversa
- Sigmella balikpapanensis
- Sigmella barrafordae
- Sigmella birmanica
- Sigmella charon
- Sigmella connectens
- Sigmella ectobioides
- Sigmella emarginata
- Sigmella fragilis
- Sigmella huismanae
- Sigmella immaculata
- Sigmella javanica
- Sigmella kinasaba
- Sigmella klossi
- Sigmella mendolonga
- Sigmella nigra
- Sigmella paraemarginata
- Sigmella philippinensis
- Sigmella puchihlungi
- Sigmella schenklingi
- Sigmella sipitanga
- Sigmella sordida
- Simandoa conserfariam
- Simblerastes jamaicanus
- Sinablatta brunnea
- Sliferia acuticerca
- Sliferia depressiceps
- Sliferia lineaticollis
- Sliferia similis
- Sorineuchora atriceps
- Sorineuchora bivitta
- Sorineuchora formosana
- Sorineuchora javanica
- Sorineuchora lativitrea
- Sorineuchora nigra
- Sorineuchora pallens
- Sorineuchora punctipennis
- Sorineuchora setshuana
- Sorineuchora shanensis
- Sorineuchora undulata
- Spelaeoblatta gestroi
- Spelaeoblatta myugei
- Spelaeoblatta thailandica
- Spelaeoblatta thamfaranga
- Sphecophila polybiarum
- Squamoptera fulva
- Squamoptera philippinensis
- Squamoptera zinmani
- Stayella abnormalis
- Stayella bimaculata
- Stayella cinnamomea
- Stayella enghoffi
- Stayella escalerae
- Stayella mckittrickae
- Stayella medleri
- Stayella rohdei
- Stayella schmitzi
- Stenectoneura figurata
- Stenectoneura mallee
- Stenectoneura marcida
- Stenectoneura margarita
- Stenectoneura punctatissima
- Stenoblatta parallela
- Stictolampra brevipennis
- Stictolampra buqueti
- Stictolampra castanea
- Stictolampra concinnula
- Stictolampra emarginata
- Stictolampra funebris
- Stictolampra krasnovi
- Stictolampra lurida
- Stictolampra melancholica
- Stictolampra miranda
- Stictolampra mjoebergi
- Stictolampra moultoni
- Stictolampra pallida
- Stictolampra parvicollis
- Stictolampra pascoei
- Stictolampra pertruncata
- Stictolampra plicata
- Stictolampra punctata
- Stictolampra saussurei
- Stictolampra similis
- Stictolampra stali
- Stictolampra trilineata
- Stictomorphna geochroma
- Stictomorphna parvimaculata
- Stilpnoblatta malaya
- Stilpnoblatta nepalensis

- Stilpnoblatta opaca
- Styphon bakeri
- Sundablatta inermis
- Sundablatta pulcherrima
- Sundablatta raapi
- Sundablatta sexpunctata
- Supella abbotti
- Supella chapini
- Supella dimidiata
- Supella gemma
- Supella longipalpa - Bruinbandkakkerlak
- Supella mirabilis
- Supella occidentalis
- Supella orientalis
- Supella tchadiana
- Supella vicina
- Sutteriana deplanata
- Symploce armigera
- Symploce bicolor
- Symploce bidiensis
- Symploce bifida
- Symploce bimarginalis
- Symploce bispota
- Symploce breviramis
- Symploce congoana
- Symploce cristata
- Symploce digitifera
- Symploce dimorpha
- Symploce divisa
- Symploce flagellata
- Symploce furcata
- Symploce gigas
- Symploce hebardi
- Symploce incerta
- Symploce incuriosa
- Symploce jamaicana
- Symploce japonica
- Symploce jariverensis
- Symploce jocosa
- Symploce kanemensis
- Symploce kenyensis
- Symploce kibalituriensis
- Symploce kumari
- Symploce larvata
- Symploce lunaris
- Symploce lundi
- Symploce macroptera
- Symploce marshallae
- Symploce microphthalma
- Symploce miyakoensis
- Symploce modesta
- Symploce morsei
- Symploce munda
- Symploce natalensis
- Symploce nigroalba
- Symploce okinoerabuensis
- Symploce pallens
- Symploce paralarvata
- Symploce pararuficollis
- Symploce quadrispinis
- Symploce relucens
- Symploce royi
- Symploce ruficollis
- Symploce singaporensis
- Symploce somaliensis
- Symploce stellatus
- Symploce striata
- Symploce strinatii
- Symploce stupida
- Symploce sudanica
- Symploce termitina
- Symploce testacea
- Symploce togoana
- Symploce torchaceus
- Symploce transita
- Symploce triangulifera
- Symploce umbrina
- Symploce unistyla
- Symploce wulingensis
- Symploce yayeyamana
- Symploce zarudniana
- Symplocodes amicus
- Symplocodes annamensis
- Symplocodes brachialis
- Symplocodes impar
- Symplocodes juxtaridleyi
- Symplocodes manubria
- Symplocodes marmorata
- Symplocodes ridleyi
- Symplocodes tsaii

## T
- Tairella carinatifrons
- Tartaroblatta beybienkoi
- Tartaroblatta gaschei
- Tartaroblatta karatavica
- Tartaroblatta tartara
- Tartaroblatta tianschanica
- Temnelytra abbreviata
- Temnelytra subtruncata
- Temnelytra truncata
- Temnopteryx arenicola
- Temnopteryx biglumis
- Temnopteryx duplolobata
- Temnopteryx larvalis
- Temnopteryx phalerata
- Temnopteryx quadriglumis
- Temnopteryx zebra
- Termitoblatta bifida
- Termitoblatta desertorum
- Termitoblatta minuta
- Thanatophyllum akinetum
- Theganopteryx bidentata
- Theganopteryx bivittata
- Theganopteryx bredoi
- Theganopteryx camerunensis
- Theganopteryx conspersa
- Theganopteryx difficilis
- Theganopteryx dimorpha
- Theganopteryx fantastica
- Theganopteryx flavescens
- Theganopteryx heterogamia
- Theganopteryx hova
- Theganopteryx ituriensis
- Theganopteryx kivuensis
- Theganopteryx lucida
- Theganopteryx malagassa
- Theganopteryx massauae
- Theganopteryx molesta
- Theganopteryx nigrescens
- Theganopteryx nitida
- Theganopteryx notata
- Theganopteryx obscura
- Theganopteryx propinqua

- Theganopteryx punctata
- Theganopteryx remotevittata
- Theganopteryx rhodesiae
- Theganopteryx sabauda
- Theganopteryx shabaensis
- Theganopteryx shelfordi
- Theganopteryx simillima
- Theganopteryx tricolor
- Theganopteryx villiersi
- Therea defranceschii
- Therea hyperguttata
- Therea nuptialis
- Therea petiveriana
- Therea regularis
- Thliptoblatta obtrita
- Thoracopygia loricata
- Thorax porcellana
- Thyrsocera pulchra
- Thyrsocera punctata
- Thyrsocera spectabilis
- Tivia appropinquata
- Tivia australica
- Tivia brevipennis
- Tivia distans
- Tivia doriana
- Tivia fratercula
- Tivia fulva
- Tivia inconspicua
- Tivia mjoebergi
- Tivia senex
- Tivia simulatrix
- Tivia termes
- Tivia termitium
- Tivia vestigialana
- Tomeisneria furthi
- Tomeisneria vasculorum
- Tribonium colombicum
- Tribonium conspersum
- Tribonium conspurcatum
- Tribonium delicatum
- Tribonium elegans
- Tribonium guttulosum

- Tribonium guyanense
- Tribonium litoris
- Tribonium neospectrum
- Tribonium spectrum
- Tribonoidea oniscosoma
- Trichoblatta aerea
- Trichoblatta beybienkoi
- Trichoblatta fallax
- Trichoblatta guerini
- Trichoblatta humbertiana
- Trichoblatta magnifica
- Trichoblatta montshadskii
- Trichoblatta nepalensis
- Trichoblatta nigra
- Trichoblatta oniscina
- Trichoblatta pilosa
- Trichoblatta pygmaea
- Trichoblatta scopsi
- Trichoblatta sculpta
- Trichoblatta semisulcata
- Trichoblatta sericea
- Trichoblatta tarsalis
- Trichoblatta tolypeutes
- Trichoblatta valida
- Trichoblatta wallacei
- Trichoblatta wellingtoni
- Trioblattella berlandi
- Trioblattella callosoma
- Trioblattella castanea
- Trioblattella eudromielloides
- Trioblattella fasciata
- Trioblattella janeirae
- Trioblattella matogrossensis
- Trogloblattella nullarborensis
- Tryonicus mackerrasae
- Tryonicus montanus
- Tryonicus monteithi
- Tryonicus parvus
- Tryonicus planitarius
- Typhloblatta caeca
- Typhloblattodes madecassus

## X
- Xestoblatta agautierae
- Xestoblatta amaparica
- Xestoblatta amazonica
- Xestoblatta amedegnatae
- Xestoblatta annulicornis
- Xestoblatta bananae
- Xestoblatta braziliae
- Xestoblatta buscki
- Xestoblatta cantralli
- Xestoblatta carbuncula
- Xestoblatta carrikeri
- Xestoblatta castanea
- Xestoblatta caussaneli
- Xestoblatta cavicola
- Xestoblatta deleporti
- Xestoblatta ecuadorana
- Xestoblatta erythrina
- Xestoblatta festae
- Xestoblatta hamata

- Xestoblatta hoplites
- Xestoblatta iani
- Xestoblatta immaculata
- Xestoblatta jygautieri
- Xestoblatta mamorensis
- Xestoblatta micra
- Xestoblatta mira
- Xestoblatta nourragui
- Xestoblatta nyctiboroides
- Xestoblatta panamae
- Xestoblatta para
- Xestoblatta peruana
- Xestoblatta poecila
- Xestoblatta potrix
- Xestoblatta ramona
- Xestoblatta roppai
- Xestoblatta sancta
- Xestoblatta surinamensis
- Xestoblatta tingomariensis

- Xestoblatta vera
- Xestoblatta zeteki
- Xosablatta bitaeniata
- Xosablatta caffra
- Xosablatta inconspicua
- Xosablatta intermedia
- Xosablatta lobipennis
- Xosablatta misella
- Xosablatta natalensis
- Xosablatta obliquata
- Xosablatta pallida
- Xosablatta reducta
- Xosablatta similis
- Xosablatta truncata
- Xosablatta zulu
- Xosaia ameliae
- Xosaia nitida
- Xosaia waltonae

## Y
- Ylangella truncata

## Z
- Zetha simonyi
- Zetobora aberrans
- Zetobora ampla
- Zetobora cassidoidea
- Zetobora monastica
- Zetobora signaticollis
- Zetobora transversa
- Zetoborella gemmicula

- Zonioploca alutacea
- Zonioploca bicolor
- Zonioploca flavocincta
- Zonioploca fullerae
- Zonioploca latizona
- Zonioploca medilinea
- Zonioploca occidentalis
- Zonioploca pallida

- Zonioploca tepperi
- Zuluia abscissa
- Zuluia deplanata
- Zuluia lithostrota
- Zuluia pubescens
- Zuluia robusta